# Canada op de Olympische Zomerspelen 2020
Canada was een van de deelnemende landen aan de Olympische Zomerspelen 2020 gehouden in 2021 in Tokio, Japan. De Canadese atleten hebben tijdens de Spelen gezamenlijk 24 medailles behaald, wat hen een elfde plaats op in het medailleklassement opleverde.

## Medailleoverzicht
| Medaille | Naam | Sport          | Onderdeel              | Datum      |
| -------- | --- | -------------- | ---------------------- | ---------- |
| Goud     | Margaret MacNeil | Zwemmen        | 100m vlinderslag (v)   | 26 juli    |
| Goud     | Maude Charron | Gewichtheffen  | -64kg (v)              | 27 juli    |
| Goud     | Susanne Grainger Kasia Gruchalla-Wesierski Madison Mailey Sydney Payne Andrea Proske Lisa Roman Christine Roper Avalon Wasteneys Kristen Kit | Roeien         | acht (v)               | 30 juli    |
| Goud     | Andre De Grasse | Atletiek       | 200m (m)               | 4 augustus |
| Goud     | Damian Warner | Atletiek       | tienkamp               | 5 augustus |
| Goud     | Voetbalteam vrouwen | Voetbal        | vrouwen                | 6 augustus |
| Goud     | Kelsey Mitchell | Baanwielrennen | sprint (v)             | 8 augustus |
|          | |                |                        |            |
| Zilver   | Jennifer Abel Mélissa Citrini-Beaulieu | Schoonspringen | 3m plank synchroon (v) | 25 juli    |
| Zilver   | Maggie MacNeil Penny Oleksiak Kayla Sanchez Rebecca Smith Taylor Ruck                                                                        | Zwemmen        | 4x100m vrije slag (v)  | 25 juli    |
| Zilver   | Kylie Masse | Zwemmen        | 100m rugslag (v)       | 27 juli    |
| Zilver   | Kylie Masse | Zwemmen        | 200m rugslag (v)       | 31 juli    |
| Zilver   | Laurence Vincent-Lapoite | Kanovaren      | C1-200m (v)            | 5 augustus |
| Zilver   | Mohammed Ahmed | Atletiek       | 5000m (m)              | 6 augustus |
|          | |                |                        |            |
| Brons    | Jessica Klimkait | Judo           | -57kg (v)              | 26 juli    |
| Brons    | Catherine Beauchemin-Pinard | Judo           | -63kg (v)              | 27 juli    |
| Brons    | Softbalteam vrouwen | Softbal        | vrouwen                | 27 juli    |
| Brons    | Caileigh Filmer Hillary Janssens | Roeien         | dubbel-twee (v)        | 28 juli    |
| Brons    | Penny Oleksiak | Zwemmen        | 200m vrije slag (v)    | 28 juli    |
| Brons    | Maggie MacNeil Kylie Masse Penny Oleksiak Sydney Pickrem Taylor Ruck Kayla Sanchez                                                           | Zwemmen        | 4x100m wisselslag (v)  | 30 juli    |
| Brons    | Andre De Grasse | Atletiek       | 100m (m)               | 1 augustus |
| Brons    | Evan Dunfee | Atletiek       | 50km snelwandelen (m)  | 5 augustus |
| Brons    | Lauriane Genest | Baanwielrennen | keirin (v)             | 5 augustus |
| Brons    | Jerome Blake Aaron Brown Andre De Grasse Brendon Rodney                                                                                      | Atletiek       | 4x100m (m)             | 6 augustus |
| Brons    | Laurence Vincent-Lapoite Katie Vincent | Kanovaren      | C2-500m (v)            | 7 augustus |

## Atleten
Hieronder volgt een overzicht van de atleten die zich hebben verzekerd van deelname aan de Olympische Zomerspelen 2020.
| sport            | Mannen | Vrouwen | totaal |
| ---------------- | ------ | ------- | ------ |
| Atletiek         | 24     | 33      | 57     |
| Badminton        | 4      | 4       | 8      |
| Basketbal        | 0      | 12      | 12     |
| Boksen           | 1      | 4       | 5      |
| Boogschieten     | 1      | 1       | 2      |
| Gewichtheffen    | 1      | 4       | 5      |
| Golf             | 2      | 2       | 4      |
| Gymnastiek       | 1      | 6       | 7      |
| Hockey           | 16     | 0       | 16     |
| Judo             | 3      | 3       | 6      |
| Kanovaren        | 10     | 8       | 18     |
| Karate           | 1      | 0       | 1      |
| Klimsport        | 1      | 1       | 2      |
| Paardensport     | 2      | 4       | 6      |
| Roeien           | 9      | 20      | 29     |
| Rugby            | 13     | 13      | 26     |
| Schermen         | 6      | 5       | 11     |
| Schietsport      | 0      | 1       | 1      |
| Schoonspringen   | 4      | 6       | 10     |
| Skateboarden     | 3      | 1       | 4      |
| Softbal          | 0      | 15      | 15     |
| Synchroonzwemmen | 0      | 8       | 8      |
| Taekwondo        | 0      | 2       | 2      |
| Tafeltennis      | 2      | 1       | 3      |
| Tennis           | 1      | 3       | 4      |
| Triatlon         | 3      | 2       | 5      |
| Voetbal          | 0      | 22      | 22     |
| Volleybal        | 12     | 4       | 16     |
| Waterpolo        | 0      | 13      | 13     |
| Wielersport      | 11     | 13      | 24     |
| Worstelen        | 2      | 2       | 4      |
| Zeilen           | 5      | 4       | 9      |
| Zwemmen          | 10     | 16      | 26     |
| Totaal           | 148    | 233     | 381    |

## Sporten

### Atletiek
Mannen
Loopnummers
| atleet                                                  | onderdeel           | series   | series | kwartfinale | kwartfinale | halve finale   | halve finale   | finale         | finale         |
| atleet                                                  | onderdeel           | tijd     | rang   | tijd        | rang        | tijd           | rang           | tijd           | rang           |
| ------------------------------------------------------- | ------------------- | -------- | ------ | ----------- | ----------- | -------------- | -------------- | -------------- | -------------- |
| Bismark Boateng                                         | 100 m               | bye      | bye    | 10,47       | 8           | niet geplaatst | niet geplaatst | niet geplaatst | niet geplaatst |
| Andre De Grasse                                         | 100 m               | bye      | bye    | 9,91        | 1 Q         | 9,98           | 2 Q            | 9,89           | Brons          |
| Gavin Smellie                                           | 100 m               | bye      | bye    | 10,44       | 8           | niet geplaatst | niet geplaatst | niet geplaatst | niet geplaatst |
| Aaron Brown                                             | 200 m               | 20,38    | 1 Q    | n.v.t.      | n.v.t.      | 19,99          | 1 Q            | 20,20          | 6              |
| Andre De Grasse                                         | 200 m               | 20,56    | 3 Q    | n.v.t.      | n.v.t.      | 19,73          | 1 Q            | 19,62 NR       | Goud           |
| Brendon Rodney                                          | 200 m               | 20,60    | 6      | n.v.t.      | n.v.t.      | niet geplaatst | niet geplaatst | niet geplaatst | niet geplaatst |
| Marco Arop                                              | 800 m               | 1.45,26  | 1 Q    | n.v.t.      | n.v.t.      | 1.44,90        | 7              | niet geplaatst | niet geplaatst |
| Brandon McBride                                         | 800 m               | 1.46,32  | 6      | n.v.t.      | n.v.t.      | niet geplaatst | niet geplaatst | niet geplaatst | niet geplaatst |
| Mohammed Ahmed                                          | 5000 m              | 13.38,96 | 2 Q    | n.v.t.      | n.v.t.      | n.v.t.         | n.v.t.         | 12.58,61       | Zilver         |
| Lucas Bruchet                                           | 5000 m              | 13.44,08 | 13     | n.v.t.      | n.v.t.      | n.v.t.         | n.v.t.         | niet geplaatst | niet geplaatst |
| Justyn Knight                                           | 5000 m              | 13.30,22 | 3 Q    | n.v.t.      | n.v.t.      | n.v.t.         | n.v.t.         | 13.04,38       | 7              |
| Mohammed Ahmed                                          | 10000 m             | n.v.t.   | n.v.t. | n.v.t.      | n.v.t.      | n.v.t.         | n.v.t.         | 27.47,76       | 6              |
| John Gay                                                | 3000 m steeplechase | 8.16,99  | 6 q    | n.v.t.      | n.v.t.      | n.v.t.         | n.v.t.         | 8.35,41        | 15             |
| Matthew Hughes                                          | 3000 m steeplechase | 8.13,56  | 4 q    | n.v.t.      | n.v.t.      | n.v.t.         | n.v.t.         | 8.16,03        | 6              |
| Mathieu Bilodeau                                        | 50 km snelwandelen  | n.v.t.   | n.v.t. | n.v.t.      | n.v.t.      | n.v.t.         | n.v.t.         | 4:20.36        | 45             |
| Evan Dunfee                                             | 50 km snelwandelen  | n.v.t.   | n.v.t. | n.v.t.      | n.v.t.      | n.v.t.         | n.v.t.         | 3:50.59        | Brons          |
| Trevor Hofbauer                                         | marathon            | n.v.t.   | n.v.t. | n.v.t.      | n.v.t.      | n.v.t.         | n.v.t.         | 2:19.57        | 47             |
| Cameron Levins                                          | marathon            | n.v.t.   | n.v.t. | n.v.t.      | n.v.t.      | n.v.t.         | n.v.t.         | 2:28.43        | 71             |
| Ben Preisner                                            | marathon            | n.v.t.   | n.v.t. | n.v.t.      | n.v.t.      | n.v.t.         | n.v.t.         | 2:19.27        | 45             |
| Jerome Blake Aaron Brown Andre De Grasse Brendon Rodney | 4x100 m             | 37,92    | 2 Q    | n.v.t.      | n.v.t.      | n.v.t.         | n.v.t.         | 37,70          | Zilver         |

Meerkamp
| atleet        | onderdeel | onderdeel | 100 m | vs   | ks    | hs   | 400 m | 110 h | dw    | ph   | sw    | 1500 m  | totaal      | rang |
| ------------- | --------- | --------- | ----- | ---- | ----- | ---- | ----- | ----- | ----- | ---- | ----- | ------- | ----------- | ---- |
| Pierce LePage | tienkamp  | res.      | 10,43 | 7,65 | 15,31 | 1,99 | 46,92 | 14,39 | 47,14 | 5,00 | 57,24 | 4.31,85 | 8604        | 5    |
| Pierce LePage | tienkamp  | pnt.      | 992   | 972  | 809   | 794  | 962   | 925   | 811   | 910  | 696   | 733     | 8604        | 5    |
| Damian Warner | tienkamp  | res.      | 10,12 | 8,24 | 14,80 | 2,02 | 47,48 | 13,46 | 48,67 | 4,90 | 63,44 | 4.31,08 | 9018 NR, OR | Goud |
| Damian Warner | tienkamp  | pnt.      | 1066  | 1123 | 777   | 822  | 934   | 1045  | 843   | 880  | 790   | 738     | 9018 NR, OR | Goud |

Technische nummers
| atlete        | onderdeel    | kwalificaties | kwalificaties | finale         | finale         |
| atlete        | onderdeel    | afstand       | rang          | afstand        | rang           |
| ------------- | ------------ | ------------- | ------------- | -------------- | -------------- |
| Django Lovett | hoogspringen | 2,28          | 1 q           | 2,30           | 8              |
| Michael Mason | hoogspringen | 2,25          | 14            | niet geplaatst | niet geplaatst |
| Tim Nedow     | kogelstoten  | 19,42         | 31            | niet geplaatst | niet geplaatst |

Vrouwen
Loopnummers
| atleet | onderdeel           | series     | series | kwartfinale | kwartfinale | halve finale   | halve finale   | finale         | finale         |
| atleet | onderdeel           | tijd       | rang   | tijd        | rang        | tijd           | rang           | tijd           | rang           |
| --- | ------------------- | ---------- | ------ | ----------- | ----------- | -------------- | -------------- | -------------- | -------------- |
| Khamica Bingham                                                                                           | 100 m               | bye        | bye    | 11,21       | 4 q         | 11,22          | 5              | niet geplaatst | niet geplaatst |
| Crystal Emmanuel                                                                                          | 100 m               | bye        | bye    | 11,18       | 3 Q         | 11,21          | 6              | niet geplaatst | niet geplaatst |
| Crystal Emmanuel                                                                                          | 200 m               | 22,74      | 1 Q    | n.v.t.      | n.v.t.      | 23,05          | 6              | niet geplaatst | niet geplaatst |
| Kyra Constantine                                                                                          | 400 m               | 51,69      | 5 q    | n.v.t.      | n.v.t.      | 51,22          | 5              | niet geplaatst | niet geplaatst |
| Natassha McDonald                                                                                         | 400 m               | 53,54      | 7      | n.v.t.      | n.v.t.      | niet geplaatst | niet geplaatst | niet geplaatst | niet geplaatst |
| Madeleine Kelly                                                                                           | 800 m               | 2.02,39    | 5      | n.v.t.      | n.v.t.      | niet geplaatst | niet geplaatst | niet geplaatst | niet geplaatst |
| Melissa Bishop-Nriagu                                                                                     | 800 m               | 2.02,11    | 4      | n.v.t.      | n.v.t.      | niet geplaatst | niet geplaatst | niet geplaatst | niet geplaatst |
| Lindsey Butterworth                                                                                       | 800 m               | 2.02,45    | 5      | n.v.t.      | n.v.t.      | niet geplaatst | niet geplaatst | niet geplaatst | niet geplaatst |
| Gabriela DeBues-Stafford                                                                                  | 1500 m              | 4.03,70    | 1 Q    | n.v.t.      | n.v.t.      | 3.58,28        | 3 Q            | 3.58,93        | 5              |
| Natalia Hawthorn                                                                                          | 1500 m              | 4.08,04    | 10     | n.v.t.      | n.v.t.      | niet geplaatst | niet geplaatst | niet geplaatst | niet geplaatst |
| Lucia Stafford                                                                                            | 1500 m              | 4.03,52    | 7 q    | n.v.t.      | n.v.t.      | 4.02,12        | 6              | niet geplaatst | niet geplaatst |
| Andrea Seccafien                                                                                          | 5000 m              | 14.59,55   | 10 q   | n.v.t.      | n.v.t.      | n.v.t.         | n.v.t.         | 15.12,09       | 15             |
| Julie-Anne Staehli                                                                                        | 5000 m              | 15.33,39   | 17     | n.v.t.      | n.v.t.      | n.v.t.         | n.v.t.         | niet geplaatst | niet geplaatst |
| Kate Van Buskirk                                                                                          | 5000 m              | 15.14,96   | 15     | n.v.t.      | n.v.t.      | n.v.t.         | n.v.t.         | niet geplaatst | niet geplaatst |
| Andrea Seccafien                                                                                          | 10000 m             | n.v.t.     | n.v.t. | n.v.t.      | n.v.t.      | n.v.t.         | n.v.t.         | 31.36,36       | 14             |
| Noelle Montcalm                                                                                           | 400 m horden        | 55,85      | 6      | n.v.t.      | n.v.t.      | niet geplaatst | niet geplaatst | niet geplaatst | niet geplaatst |
| Sage Watson                                                                                               | 400 m horden        | 55,54      | 4 Q    | n.v.t.      | n.v.t.      | 55,51          | 5              | niet geplaatst | niet geplaatst |
| Alycia Butterworth                                                                                        | 3000 m steeplechase | 9.34,25    | 10     | n.v.t.      | n.v.t.      | n.v.t.         | n.v.t.         | niet geplaatst | niet geplaatst |
| Geneviève Lalonde                                                                                         | 3000 m steeplechase | 9.22,64 NR | 4 q    | n.v.t.      | n.v.t.      | n.v.t.         | n.v.t.         | 9.22,40 NR     | 11             |
| Regan Yee                                                                                                 | 3000 m steeplechase | 9.41,14    | 8      | n.v.t.      | n.v.t.      | n.v.t.         | n.v.t.         | niet geplaatst | niet geplaatst |
| Malindi Elmore                                                                                            | marathon            | n.v.t.     | n.v.t. | n.v.t.      | n.v.t.      | n.v.t.         | n.v.t.         | 2:30.59        | 9              |
| Dayna Pidhoresky                                                                                          | marathon            | n.v.t.     | n.v.t. | n.v.t.      | n.v.t.      | n.v.t.         | n.v.t.         | 3:03.10        | 73             |
| Natasha Wodak                                                                                             | marathon            | n.v.t.     | n.v.t. | n.v.t.      | n.v.t.      | n.v.t.         | n.v.t.         | 2:31.41        | 13             |
| Alicia Brown(S-F) Kyra Constantine(S-F) Lauren Gale Natasha McDonald Madeline Price(S-F) Sage Watson(S-F) | 4x400 m             | 3.24,05    | 5 q    | n.v.t.      | n.v.t.      | n.v.t.         | n.v.t.         | 3.21,84        | 4              |

Technische nummers
| atlete            | onderdeel            | kwalificaties       | kwalificaties       | finale              | finale              |
| atlete            | onderdeel            | afstand             | rang                | afstand             | rang                |
| ----------------- | -------------------- | ------------------- | ------------------- | ------------------- | ------------------- |
| Christabel Nettey | verspringen          | 6,29                | 22                  | niet geplaatst      | niet geplaatst      |
| Annika Newell     | polsstokhoogspringen | 4,55                | 1 q                 | geen geldige poging | geen geldige poging |
| Alysha Newman     | polsstokhoogspringen | geen geldige poging | geen geldige poging | niet geplaatst      | niet geplaatst      |
| Brittany Crew     | kogelstoten          | geen geldige poging | geen geldige poging | niet geplaatst      | niet geplaatst      |
| Sarah Mitton      | kogelstoten          | 16,62               | 27                  | niet geplaatst      | niet geplaatst      |
| Elizabeth Gleadle | speerwerpen          | 58,19               | 23                  | niet geplaatst      | niet geplaatst      |
| Camryn Rogers     | kogelslingeren       | 73,97               | 4 Q                 | 74,35               | 5                   |
| Jillian Weir      | kogelslingeren       | 68,68               | 11                  | niet geplaatst      | niet geplaatst      |

Meerkamp
| atlete            | onderdeel | onderdeel | 100 h | hs   | ks    | 200 m | vs   | sw    | 800 m   | totaal | rang |
| ----------------- | --------- | --------- | ----- | ---- | ----- | ----- | ---- | ----- | ------- | ------ | ---- |
| Georgia Ellenwood | zevenkamp | res.      | 13,47 | 1,83 | 12,39 | 24,51 | 5,86 | 44,11 | 2.19,21 | 6077   | 20   |
| Georgia Ellenwood | zevenkamp | pnt.      | 1055  | 1016 | 687   | 932   | 807  | 746   | 834     | 6077   | 20   |

### Badminton
Mannen
| atleet                   | onderdeel  | groepsfase                        | groepsfase                         | groepsfase                        | groepsfase | eliminatie           | kwartfinale          | halve finale         | finale / BM          | finale / BM |
| atleet                   | onderdeel  | tegenstander uitslag              | tegenstander uitslag               | tegenstander uitslag              | rang       | tegenstander uitslag | tegenstander uitslag | tegenstander uitslag | tegenstander uitslag | rang        |
| ------------------------ | ---------- | --------------------------------- | ---------------------------------- | --------------------------------- | ---------- | -------------------- | -------------------- | -------------------- | -------------------- | ----------- |
| Brian Yang               | enkelspel  | F Burestedt V (12–21, 17-21)      | Chou T-c V (18-21, 21-18, 20-22)   | n.v.t.                            | 3          | niet geplaatst       | niet geplaatst       | niet geplaatst       | niet geplaatst       | 15          |
| Jason Ho-Shue Nyl Yakura | dubbelspel | Ahsan / Setiawan V (12–21, 11–21) | Choi S-g / Seo S-j V (14–21, 8-21) | A Chia / Soh W Y V (15-21, 13-21) | 4          | n.v.t.               | niet geplaatst       | niet geplaatst       | niet geplaatst       | 9           |

Vrouwen
| atleet                        | onderdeel  | groepsfase                                | groepsfase                                       | groepsfase                      | groepsfase | eliminatie               | kwartfinale          | halve finale         | finale / BM          | finale / BM |
| atleet                        | onderdeel  | tegenstander uitslag                      | tegenstander uitslag                             | tegenstander uitslag            | rang       | tegenstander uitslag     | tegenstander uitslag | tegenstander uitslag | tegenstander uitslag | rang        |
| ----------------------------- | ---------- | ----------------------------------------- | ------------------------------------------------ | ------------------------------- | ---------- | ------------------------ | -------------------- | -------------------- | -------------------- | ----------- |
| Michelle Li                   | enkelspel  | N Sotomayor W (21–8, 21-9)                | M Repiská W (21-18, 21-16)                       | n.v.t.                          | 1 Q        | N Okuhara V (9-21, 7-21) | niet geplaatst       | niet geplaatst       | niet geplaatst       | 9           |
| Rachel Honderich Kristen Tsai | dubbelspel | S Piek / C Seinen V (21–16, 14–21, 15–21) | M Matsumoto / W Nagahara V (21-14, 19-21, 18-21) | D Hany / H Hosny W (21–5, 21–6) | 3          | n.v.t.                   | niet geplaatst       | niet geplaatst       | niet geplaatst       | 9           |

Gemengd
| atleet                          | onderdeel  | groepsfase                                         | groepsfase                         | groepsfase                            | groepsfase | eliminatie           | kwartfinale          | halve finale         | finale / BM          | finale / BM |
| atleet                          | onderdeel  | tegenstander uitslag                               | tegenstander uitslag               | tegenstander uitslag                  | rang       | tegenstander uitslag | tegenstander uitslag | tegenstander uitslag | tegenstander uitslag | rang        |
| ------------------------------- | ---------- | -------------------------------------------------- | ---------------------------------- | ------------------------------------- | ---------- | -------------------- | -------------------- | -------------------- | -------------------- | ----------- |
| Joshua Hurlburt-Yu Josephine Wu | dubbelspel | D Puavaranukroh / S Taerattanachai V (13–21, 6-21) | M Ellis / L Smith V (13-21, 19-21) | T Gicquel / D Delrue V (12–21, 13–21) | 4          | n.v.t.               | niet geplaatst       | niet geplaatst       | niet geplaatst       | 9           |

### Basketbal

#### Team
Vrouwen
| Olympiër | Discipline | Resultaat  | Prestatie |
| --- | ---------- | ---------- | --------- |
| Bridget Carleton Natalie Achonwa Miranda Ayim Shay Colley Nirra Fields Kayla Alexander Nayo Raincock-Ekunwe Shaina Pellington Kia Nurse Kim Gaucher Laeticia Amihere Aaliyah Edwards | team       | groepsfase | zie onder |

| Groep |             |             |             |             |             |            |            |            |        |
| #     | Land        | Wedstrijden | Wedstrijden | Wedstrijden | Wedstrijden | Doelpunten | Doelpunten | Doelpunten | Punten |
| #     | Land        | GW          | W           | G           | V           | V          | T          | Saldo      | Punten |
| 1     | Spanje      | 3           | 3           | 0           | 0           | 234        | 205        | +29        | 6      |
| 2     | Servië      | 3           | 2           | 0           | 1           | 207        | 214        | -7         | 5      |
| 3     | Canada      | 3           | 1           | 0           | 2           | 208        | 201        | +7         | 4      |
| 4     | Puerto Rico | 3           | 0           | 0           | 3           | 183        | 212        | -29        | 3      |

| Ronde           | Datum          | Lokale tijd    | MEZT           | Land           | Score          | Land           |  |
| --------------- | -------------- | -------------- | -------------- | -------------- | -------------- | -------------- |  |
| groepsfase      |                |                |                |                |                |                |  |
| 26 juli 2021    | 17:20          | 10:20          | Servië         | 72 - 68        | Canada         |                |  |
| 29 juli 2021    | 10:00          | 03:00          | Canada         | 74 - 53        | Zuid-Korea     |                |  |
| 1 augustus 2021 | 10:00          | 03:00          | Spanje         | 76 - 66        | Canada         |                |  |
|                 |                |                |                |                |                |                |  |
| kwartfinale     | niet geplaatst | niet geplaatst | niet geplaatst | niet geplaatst | niet geplaatst | niet geplaatst |  |
|                 |                |                |                |                |                |                |  |
| halve finale    | niet geplaatst | niet geplaatst | niet geplaatst | niet geplaatst | niet geplaatst | niet geplaatst |  |
|                 |                |                |                |                |                |                |  |
| finale          | niet geplaatst | niet geplaatst | niet geplaatst | niet geplaatst | niet geplaatst | niet geplaatst |  |

### Boksen
Mannen
| atleet        | onderdeel     | eerste ronde         | tweede ronde         | kwartfinale          | halve finale         | finale               | rang           |
| atleet        | onderdeel     | tegenstander uitslag | tegenstander uitslag | tegenstander uitslag | tegenstander uitslag | tegenstander uitslag | rang           |
| ------------- | ------------- | -------------------- | -------------------- | -------------------- | -------------------- | -------------------- | -------------- |
| Wyatt Sanford | weltergewicht | Clair V 0-5          | niet geplaatst       | niet geplaatst       | niet geplaatst       | niet geplaatst       | niet geplaatst |

Vrouwen
| atlete            | onderdeel     | eerste ronde         | tweede ronde         | kwartfinale          | halve finale         | finale               | rang           |
| atlete            | onderdeel     | tegenstander uitslag | tegenstander uitslag | tegenstander uitslag | tegenstander uitslag | tegenstander uitslag | rang           |
| ----------------- | ------------- | -------------------- | -------------------- | -------------------- | -------------------- | -------------------- | -------------- |
| Tammara Thibeault | middengewicht | n.v.t.               | Ryabets W 4-1        | Fontijn V 0-5        | niet geplaatst       | niet geplaatst       | niet geplaatst |
| Caroline Veyre    | vedergewicht  | n.v.t.               | Ćaćić W 5-0          | Testa V 0-5          | niet geplaatst       | niet geplaatst       | niet geplaatst |
| Mandy Bujold      | vlieggewicht  | Radovanović V 0-5    | niet geplaatst       | niet geplaatst       | niet geplaatst       | niet geplaatst       | niet geplaatst |
| Myriam Da Silva   | weltergewicht | n.v.t.               | Moronta V 0-5        | niet geplaatst       | niet geplaatst       | niet geplaatst       | niet geplaatst |

### Boogschieten
Mannen
| atleet         | onderdeel   | plaatsingsronde | plaatsingsronde | eerste ronde         | tweede ronde         | derde ronde          | kwartfinale          | halve finale         | finale / BM          | finale / BM |
| atleet         | onderdeel   | score           | rang            | tegenstander uitslag | tegenstander uitslag | tegenstander uitslag | tegenstander uitslag | tegenstander uitslag | tegenstander uitslag | rang        |
| -------------- | ----------- | --------------- | --------------- | -------------------- | -------------------- | -------------------- | -------------------- | -------------------- | -------------------- | ----------- |
| Crispin Duenas | individueel | 665             | 16              | D Olaru W 6 – 0      | R Shana W 6 – 4      | F Unruh V 2 – 6      | niet geplaatst       | niet geplaatst       | niet geplaatst       | 9           |

Vrouwen
| atleet            | onderdeel   | plaatsingsronde | plaatsingsronde | eerste ronde         | tweede ronde         | derde ronde          | kwartfinale          | halve finale         | finale / BM          | finale / BM |
| atleet            | onderdeel   | score           | rang            | tegenstander uitslag | tegenstander uitslag | tegenstander uitslag | tegenstander uitslag | tegenstander uitslag | tegenstander uitslag | rang        |
| ----------------- | ----------- | --------------- | --------------- | -------------------- | -------------------- | -------------------- | -------------------- | -------------------- | -------------------- | ----------- |
| Stephanie Barrett | individueel | 630             | 46              | Y Anagöz V 2 – 6     | niet geplaatst       | niet geplaatst       | niet geplaatst       | niet geplaatst       | niet geplaatst       | 33          |

Gemengd
| atlete                           | onderdeel | plaatsingsronde | plaatsingsronde | eerste ronde         | kwartfinale          | halve finale         | finale / BM          | finale / BM    |
| atlete                           | onderdeel | score           | rang            | tegenstander uitslag | tegenstander uitslag | tegenstander uitslag | tegenstander uitslag | rang           |
| -------------------------------- | --------- | --------------- | --------------- | -------------------- | -------------------- | -------------------- | -------------------- | -------------- |
| Stephanie Barrett Crispin Duenas | team      | 1295            | 17              | niet geplaatst       | niet geplaatst       | niet geplaatst       | niet geplaatst       | niet geplaatst |

### Gewichtheffen
Mannen
| atleet        | onderdeel | trekken | trekken | stoten | stoten | totaal | rang |
| atleet        | onderdeel | score   | rang    | score  | rang   | totaal | rang |
| ------------- | --------- | ------- | ------- | ------ | ------ | ------ | ---- |
| Boady Santavy | -96 kg    | 178     | 1       | 208    | 4      | 286    | 4    |

Vrouwen
| atleet                 | onderdeel | trekken | trekken | stoten | stoten | totaal | rang |
| atleet                 | onderdeel | score   | rang    | score  | rang   | totaal | rang |
| ---------------------- | --------- | ------- | ------- | ------ | ------ | ------ | ---- |
| Rachel Leblanc-Bazinet | -55 kg    | 82      | 11      | 99     | 12     | 181    | 12   |
| Tali Darsigny          | -59 kg    | 90      | 9       | 109    | 9      | 199    | 9    |
| Maude Charron          | -64 kg    | 105     | 1       | 131    | 11     | 236    | Goud |
| Kristel Ngarlem        | -76 kg    | 95      | 10      | 123    | 9      | 218    | 8    |

### Golf
Mannen
| atleet           | onderdeel | eerste ronde | tweede ronde | derde ronde | vierde ronde | totaal | totaal | totaal |
| atleet           | onderdeel | score        | score        | score       | score        | score  | par    | rang   |
| ---------------- | --------- | ------------ | ------------ | ----------- | ------------ | ------ | ------ | ------ |
| Corey Conners    | mannen    | 69           | 71           | 66          | 65           | 271    | -13    | 13     |
| Mackenzie Hughes | mannen    | 69           | 72           | 65          | 75           | 281    | -3     | 50     |

Vrouwen
| atleet           | onderdeel | eerste ronde | tweede ronde | derde ronde | vierde ronde | totaal | totaal | totaal |
| atleet           | onderdeel | score        | score        | score       | score        | score  | par    | rang   |
| ---------------- | --------- | ------------ | ------------ | ----------- | ------------ | ------ | ------ | ------ |
| Brooke Henderson | vrouwen   | 74           | 68           | 71          | 67           | 280    | -4     | 29     |
| Alena Sharp      | vrouwen   | 74           | 71           | 69          | 75           | 289    | +5     | 49     |

### Gymnastiek

#### Turnen
Mannen
| atleet         | onderdeel | kwalificatie | kwalificatie | kwalificatie | kwalificatie | kwalificatie | kwalificatie | kwalificatie | kwalificatie | finale         | finale         | finale         | finale         | finale         | finale         | finale         | finale         |
| atleet         | onderdeel | toestel      | toestel      | toestel      | toestel      | toestel      | toestel      | totaal       | positie      | toestel        | toestel        | toestel        | toestel        | toestel        | toestel        | totaal         | positie        |
| atleet         | onderdeel | vloer        | voltige      | ringen       | sprong       | brug         | rekstok      | totaal       | positie      | vloer          | voltige        | ringen         | sprong         | brug           | rekstok        | totaal         | positie        |
| -------------- | --------- | ------------ | ------------ | ------------ | ------------ | ------------ | ------------ | ------------ | ------------ | -------------- | -------------- | -------------- | -------------- | -------------- | -------------- | -------------- | -------------- |
| René Cournoyer | Meerkamp  | 11,766       | 12,800       | 13,666       | 13,866       | 12,333       | 13,266       | 77,697       | 55           | niet geplaatst | niet geplaatst | niet geplaatst | niet geplaatst | niet geplaatst | niet geplaatst | niet geplaatst | niet geplaatst |

Vrouwen
Team
| atlete         | onderdeel | kwalificatie | kwalificatie | kwalificatie | kwalificatie | kwalificatie | kwalificatie | finale         | finale         | finale         | finale         | finale         | finale         |
| atlete         | onderdeel | toestel      | toestel      | toestel      | toestel      | totaal       | positie      | toestel        | toestel        | toestel        | toestel        | totaal         | positie        |
| atlete         | onderdeel | sprong       | brug         | balk         | vloer        | totaal       | positie      | sprong         | brug           | balk           | vloer          | totaal         | positie        |
| -------------- | --------- | ------------ | ------------ | ------------ | ------------ | ------------ | ------------ | -------------- | -------------- | -------------- | -------------- | -------------- | -------------- |
| Ellie Black    | Team      | 14,533       | 12,800       | 14,100 Q     | 12,666       | 53,699 Q     | 24           | niet geplaatst | niet geplaatst | niet geplaatst | niet geplaatst | niet geplaatst | niet geplaatst |
| Brooklyn Moors | Team      | 14,133       | 13,000       | 13,300       | 13,533       | 53,966 Q     | 22           | niet geplaatst | niet geplaatst | niet geplaatst | niet geplaatst | niet geplaatst | niet geplaatst |
| Shallon Olsen  | Team      | 14,966 Q     | 11,900       | 12,066       | 13,033       | 51,965       | 46           | niet geplaatst | niet geplaatst | niet geplaatst | niet geplaatst | niet geplaatst | niet geplaatst |
| Ava Stewart    | Team      | 12,933       | 12,900       | 12,000       | 12,600       | 50,433       | 58           | niet geplaatst | niet geplaatst | niet geplaatst | niet geplaatst | niet geplaatst | niet geplaatst |
| Totaal         | Team      | 43,632       | 38,700       | 39,466       | 39,166       | 160,964      | 10           | niet geplaatst | niet geplaatst | niet geplaatst | niet geplaatst | niet geplaatst | niet geplaatst |

Individueel
| atlete         | onderdeel | finale         | finale         | finale         | finale         | finale         | finale         |
| atlete         | onderdeel | toestel        | toestel        | toestel        | toestel        | totaal         | positie        |
| atlete         | onderdeel | sprong         | brug           | balk           | vloer          | totaal         | positie        |
| -------------- | --------- | -------------- | -------------- | -------------- | -------------- | -------------- | -------------- |
| Ellie Black    | Meerkamp  | teruggetrokken | teruggetrokken | teruggetrokken | teruggetrokken | teruggetrokken | teruggetrokken |
| Brooklyn Moors | Meerkamp  | 14,300         | 13,000         | 12,433         | 13,566         | 53,299         | 16             |
| Ellie Black    | Balk      | n.v.t.         | n.v.t.         | n.v.t.         | n.v.t.         | 13,866         | 4              |
| Shallon Olsen  | Sprong    | n.v.t.         | n.v.t.         | n.v.t.         | n.v.t.         | 14,550         | 7              |

#### Trampoline
Vrouwen
| atlete          | onderdeel  | kwalificaties | kwalificaties | finale         | finale         |
| atlete          | onderdeel  | score         | rang          | score          | rang           |
| --------------- | ---------- | ------------- | ------------- | -------------- | -------------- |
| Rosie MacLennan | Trampoline | 104,435       | 4 Q           | 55,460         | 4              |
| Samantha Smith  | Trampoline | 59,545        | 14            | niet geplaatst | niet geplaatst |

### Hockey
Mannen
| Olympiër | Onderdeel | Resultaat  | Prestatie |
| --- | --------- | ---------- | --------- |
| Floris Van Son Brandon Pereira Scott Tupper Gabriel Ho-Garcia Oliver Scholfield Keegan Pereira Brendan Guraliuk Gordon Johnston Brenden Bissett Jamie Wallace Mark Pearson Fin Boothroyd Matthew Sarmento John Smythe James Kirkpatrick Sukhi Panesar Taylor Curran Antoni Kindler | mannen    | Groepsfase | zie onder |

| Groep |                  |             |             |             |             |            |            |            |        |
| #     | Land             | Wedstrijden | Wedstrijden | Wedstrijden | Wedstrijden | Doelpunten | Doelpunten | Doelpunten | Punten |
| #     | Land             | GW          | W           | G           | V           | V          | T          | Saldo      | Punten |
| 1     | België           | 5           | 4           | 1           | 0           | 26         | 9          | +17        | 13     |
| 2     | Duitsland        | 5           | 3           | 0           | 2           | 19         | 10         | +9         | 9      |
| 3     | Groot-Brittannië | 5           | 2           | 2           | 1           | 9          | 9          | 0          | 8      |
| 4     | Nederland        | 5           | 2           | 1           | 2           | 13         | 13         | 0          | 7      |
| 5     | Zuid-Afrika      | 5           | 1           | 1           | 3           | 16         | 24         | -8         | 4      |
| 6     | Canada           | 5           | 0           | 1           | 4           | 9          | 27         | -18        | 1      |

| Ronde        | Datum          | Lokale tijd    | MEZT           | Land             | Score          | Land           |
| ------------ | -------------- | -------------- | -------------- | ---------------- | -------------- | -------------- |
| groepsfase   | 24 juli 2021   | 19:00          | 12:00          | Canada           | 1-7            | Duitsland      |
| groepsfase   | 26 juli 2021   | 11:45          | 04:45          | Groot-Brittannië | 3-1            | Canada         |
| groepsfase   | 27 juli 2021   | 20:45          | 13:45          | Nederland        | 4-2            | Canada         |
| groepsfase   | 29 juli 2021   | 10:00          | 03:00          | België           | 9-1            | Canada         |
| groepsfase   | 30 juli 2021   | 12:15          | 05:15          | Canada           | 4-4            | Zuid-Afrika    |
|              |                |                |                |                  |                |                |
| kwartfinale  | niet geplaatst | niet geplaatst | niet geplaatst | niet geplaatst   | niet geplaatst | niet geplaatst |
|              |                |                |                |                  |                |                |
| halve finale | niet geplaatst | niet geplaatst | niet geplaatst | niet geplaatst   | niet geplaatst | niet geplaatst |
|              |                |                |                |                  |                |                |
| finale       | niet geplaatst | niet geplaatst | niet geplaatst | niet geplaatst   | niet geplaatst | niet geplaatst |

### Judo
Mannen
| atleet                 | onderdeel | eerste ronde         | tweede ronde          | derde ronde              | kwartfinale               | halve finale         | herkansing           | finale / BM           | finale / BM |
| atleet                 | onderdeel | tegenstander uitslag | tegenstander uitslag  | tegenstander uitslag     | tegenstander uitslag      | tegenstander uitslag | tegenstander uitslag | tegenstander uitslag  | rang        |
| ---------------------- | --------- | -------------------- | --------------------- | ------------------------ | ------------------------- | -------------------- | -------------------- | --------------------- | ----------- |
| Arthur Margelidon      | −73 kg    | bye                  | Hamad W 001-000       | Smagulov W 010-001       | Shavdatuashvili V 000-010 | niet geplaatst       | Butbul W 010-000     | Tsogtbaatar V 000-010 | 5           |
| Antoine Valois-Fortier | −81 kg    | bye                  | Ntanatsidis W 010-000 | Alan Khubetsov V 000-011 | niet geplaatst            | niet geplaatst       | niet geplaatst       | niet geplaatst        | 9           |
| Shady El Nahas         | −100 kg   | bye                  | Remarenco W 010-000   | Kotoiev W 010-000        | Liparteliani V 000–010    | niet geplaatst       | Paltchick W 010–000  | Fonseca V 000 - 010   | 5           |

Vrouwen
| atleet                      | onderdeel | eerste ronde         | tweede ronde         | derde ronde          | kwartfinale          | halve finale           | herkansing           | finale / BM          | finale / BM |
| atleet                      | onderdeel | tegenstander uitslag | tegenstander uitslag | tegenstander uitslag | tegenstander uitslag | tegenstander uitslag   | tegenstander uitslag | tegenstander uitslag | rang        |
| --------------------------- | --------- | -------------------- | -------------------- | -------------------- | -------------------- | ---------------------- | -------------------- | -------------------- | ----------- |
| Ecaterina Guica             | −52 kg    | bye                  | Van Snick V 000-011  | niet geplaatst       | niet geplaatst       | niet geplaatst         | niet geplaatst       | niet geplaatst       | 17          |
| Jessica Klimkait            | −57 kg    | bye                  | bye                  | Ilieva W 010-000     | Kowalcyk W 010-000   | Cysique V 000 - 010    | n.v.t.               | Kajzer W 011 - 000   | Brons       |
| Catherine Beauchemin-Pinard | −63 kg    | bye                  | Olsen W 010-000      | Krssakova W 010-000  | Quadros W 010–000    | Agbegnenou V 000 - 001 | n.v.t.               | Barrios W 001 - 000  | Brons       |

### Kanovaren
Mannen
Slalom
| atleet          | onderdeel  | series | series | series | series | series    | series | halve finale   | halve finale   | finale         | finale         |
| atleet          | onderdeel  | run 1  | rang   | run 2  | rang   | beste run | rang   | tijd           | rang           | tijd           | rang           |
| --------------- | ---------- | ------ | ------ | ------ | ------ | --------- | ------ | -------------- | -------------- | -------------- | -------------- |
| Cameron Smedley | C-1 slalom | 161,07 | 16     | 108,12 | 15     | 108,12    | 16     | niet geplaatst | niet geplaatst | niet geplaatst | niet geplaatst |
| Michael Tayler  | K-1 slalom | 117,98 | 20     | 106,04 | 24     | 106,04    | 24     | niet geplaatst | niet geplaatst | niet geplaatst | niet geplaatst |

Sprint
| atleet                                                          | onderdeel  | series   | series | kwartfinale | kwartfinale | halve finale   | halve finale   | finale         | finale         |
| atleet                                                          | onderdeel  | tijd     | rang   | tijd        | rang        | tijd           | rang           | tijd           | rang           |
| --------------------------------------------------------------- | ---------- | -------- | ------ | ----------- | ----------- | -------------- | -------------- | -------------- | -------------- |
| Connor Fitzpatrick                                              | C-1 1000 m | 4.05,577 | 3 QF   | 4.09,622    | 2 SF        | 4.12,609       | 9 FB           | 4.06,043       | 14             |
| Roland Varga                                                    | C-1 1000 m | 4.49,250 | 5 QF   | 4.28,174    | 6           | niet geplaatst | niet geplaatst | niet geplaatst | niet geplaatst |
| Connor Fitzpatrick Roland Varga                                 | C-2 1000 m | 3.49,263 | 5 QF   | 3.50,786    | 3 SF        | 3.27,145       | 3 FA           | 3.30,157       | 6              |
| Mark de Jonge                                                   | K-1 200 m  | 36,110   | 4 QF   | 35,181      | 3           | niet geplaatst | niet geplaatst | niet geplaatst | niet geplaatst |
| Nicholas Matveev                                                | K-1 200 m  | 36,190   | 4 QF   | 35,181      | 2 SF        | 36,584         | 7 FB           | 36,625         | 14             |
| Simon McTavish                                                  | K-1 1000 m | 3.43,512 | 5 QF   | 3.52,467    | 4           | niet geplaatst | niet geplaatst | niet geplaatst | niet geplaatst |
| Vincent Jourdenais Brian Malfesi                                | K-2 1000 m | 3.22,068 | 6 QF   | 3.15,736    | 4 FB        | n.v.t.         | n.v.t.         | 3.25,181       | 14             |
| Mark de Jonge Nicholas Matveev Simon McTavish Pierre-Luc Poulin | K-4 500 m  | 1.26,824 | 3 QF   | 1.24,979    | 5 SF        | 1.25,581       | 5              | niet geplaatst | niet geplaatst |

Vrouwen
Slalom
| atlete         | onderdeel  | series | series | series | series | series    | series | halve finale   | halve finale   | finale         | finale         |
| atlete         | onderdeel  | run 1  | rang   | run 2  | rang   | beste run | rang   | tijd           | rang           | tijd           | rang           |
| -------------- | ---------- | ------ | ------ | ------ | ------ | --------- | ------ | -------------- | -------------- | -------------- | -------------- |
| Haley Daniels  | C-1 slalom | 152.98 | 20     | 191.00 | 21     | 152.98    | 22     | niet geplaatst | niet geplaatst | niet geplaatst | niet geplaatst |
| Florence Maheu | K-1 slalom | 114.29 | 13     | 135.35 | 24     | 114.29    | 18 Q   | 152.37         | 23             | niet geplaatst | niet geplaatst |

Sprint
| atlete                                                                    | onderdeel | series   | series | kwartfinale | kwartfinale | halve finale   | halve finale   | finale         | finale         |
| atlete                                                                    | onderdeel | tijd     | rang   | tijd        | rang        | tijd           | rang           | tijd           | rang           |
| ------------------------------------------------------------------------- | --------- | -------- | ------ | ----------- | ----------- | -------------- | -------------- | -------------- | -------------- |
| Katie Vincent                                                             | C-1 200 m | 46,391   | 1 HF   | bye         | bye         | 47,604         | 3 FA           | 47,834         | 8              |
| Laurence Vincent-Lapoite                                                  | C-1 200 m | 45,408   | 1 HF   | bye         | bye         | 47,294         | 3 FA           | 46,786         | Zilver         |
| Katie Vincent Laurence Vincent-Lapoite                                    | C-2 500 m | 2.02,170 | 3 KF   | 2.02,259    | 1 HF        | 2.04,316       | 2 FA           | 1.59,041       | Brons          |
| Andréane Langlois                                                         | K-1 200 m | 41,525   | 5 KF   | 41,725      | 1 HF        | 39,952         | 3 FA           | 40,473         | 9              |
| Michelle Russell                                                          | K-1 200 m | 42,236   | 5 KF   | 42,940      | 2 HF        | 40,224         | 7 FB           | 40,527         | 4              |
| Michelle Russell                                                          | K-1 500 m | 1.51,081 | 4 KF   | 1.51,375    | 3 HF        | 1.55,549       | 7              | niet geplaatst | niet geplaatst |
| Alanna Bray-Lougheed Madeline Schmidt                                     | K-2 500 m | 1.49,776 | 5 KF   | 1.51,862    | 5           | niet geplaatst | niet geplaatst | niet geplaatst | niet geplaatst |
| Andreanne Langlois Michelle Russell Alanna Bray-Lougheed Madeline Schmidt | K-4 500 m | 1.38,971 | 4 KF   | 1.38,537    | 8           | niet geplaatst | niet geplaatst | niet geplaatst | niet geplaatst |

### Karate

#### Kumite
Mannen
| Atleet           | Onderdeel | Groupsfase             | Groupsfase             | Groupsfase             | Groupsfase             | Groupsfase | Halve Finale           | Finale                 | Finale |
| Atleet           | Onderdeel | Tegenstander Resultaat | Tegenstander Resultaat | Tegenstander Resultaat | Tegenstander Resultaat | Rang       | Tegenstander Resultaat | Tegenstander Resultaat | Rang   |
| ---------------- | --------- | ---------------------- | ---------------------- | ---------------------- | ---------------------- | ---------- | ---------------------- | ---------------------- | ------ |
| Daniel Gaysinsky | +75 kg    | Irr 0-0                | Kvesić W 4–1           | Hamedi V 10-3          | Ganjzadeh V 2-1        | 4          | niet geplaatst         | niet geplaatst         | 7      |

### Klimsport
Mannen
| atleet     | onderdeel | kwalificatie | kwalificatie | kwalificatie | kwalificatie | kwalificatie | kwalificatie | totaal  | totaal | finale         | finale         | finale         | finale         | finale         | finale         | totaal         | totaal         |
| atleet     | onderdeel | speed        | speed        | boulderen    | boulderen    | lead         | lead         | totaal  | totaal | speed          | speed          | boulderen      | boulderen      | lead           | lead           | totaal         | totaal         |
| atleet     | onderdeel | tijd         | rang         | resultaat    | rang         | score        | rang         | punten  | rang   | tijd           | rang           | punten         | rang           | score          | rang           | punten         | rang           |
| ---------- | --------- | ------------ | ------------ | ------------ | ------------ | ------------ | ------------ | ------- | ------ | -------------- | -------------- | -------------- | -------------- | -------------- | -------------- | -------------- | -------------- |
| Sean McCol | klimmen   | 6,93         | 14           | 0T2z 0 3     | 15           | 35+          | 8            | 1680.00 | 17     | niet geplaatst | niet geplaatst | niet geplaatst | niet geplaatst | niet geplaatst | niet geplaatst | niet geplaatst | niet geplaatst |

Vrouwen
| atlete      | onderdeel | kwalificatie | kwalificatie | kwalificatie | kwalificatie | kwalificatie | kwalificatie | totaal  | totaal | finale         | finale         | finale         | finale         | finale         | finale         | totaal         | totaal         |
| atlete      | onderdeel | speed        | speed        | boulderen    | boulderen    | lead         | lead         | totaal  | totaal | speed          | speed          | lead           | lead           | boulderen      | boulderen      | totaal         | totaal         |
| atlete      | onderdeel | tijd         | rang         | resultaat    | rang         | score        | rang         | punten  | rang   | tijd           | rang           | resultaat      | rang           | score          | rang           | punten         | rang           |
| ----------- | --------- | ------------ | ------------ | ------------ | ------------ | ------------ | ------------ | ------- | ------ | -------------- | -------------- | -------------- | -------------- | -------------- | -------------- | -------------- | -------------- |
| Alannah Yip | klimmen   | 7,99         | 6            | 0T2z 0 2     | 16           | 21+          | 12           | 1152.00 | 14     | niet geplaatst | niet geplaatst | niet geplaatst | niet geplaatst | niet geplaatst | niet geplaatst | niet geplaatst | niet geplaatst |

### Paardensport

#### Dressuur
| ruiter                                                           | paard         | onderdeel   | Grand Prix | Grand Prix | Grand Prix Special | Grand Prix Special | Grand Prix Freestyle | Grand Prix Freestyle | totaal         | totaal         |
| ruiter                                                           | paard         | onderdeel   | score      | rang       | score              | rang               | technisch            | artistiek            | uitslag        | rang           |
| ---------------------------------------------------------------- | ------------- | ----------- | ---------- | ---------- | ------------------ | ------------------ | -------------------- | -------------------- | -------------- | -------------- |
| Christopher von Martels                                          | Eclips        | individueel | 68.059     | 7          | n.v.t.             | n.v.t.             | niet geplaatst       | niet geplaatst       | niet geplaatst | niet geplaatst |
| Lindsay Kellock                                                  | Sebastien     | individueel | 65.404     | 8          | n.v.t.             | n.v.t.             | niet geplaatst       | niet geplaatst       | niet geplaatst | niet geplaatst |
| Brittany Fraser-Beaulieu                                         | All In        | individueel | 71.677     | 4          | n.v.t.             | n.v.t.             | 72.607               | 80.200               | 76.404         | 18             |
| Christopher von Martels Lindsay Kellock Brittany Fraser-Beaulieu | zie hierboven | team        | 6605.5     | 11         | niet geplaatst     | niet geplaatst     | n.v.t.               | n.v.t.               | niet geplaatst | niet geplaatst |

#### Eventing
| ruiter        | paard                 | onderdeel   | dressuur    | dressuur | cross-country | cross-country | cross-country | springen     | springen     | springen     | springen       | springen       | springen       | totaal         | totaal |
| ruiter        | paard                 | onderdeel   | dressuur    | dressuur | cross-country | cross-country | cross-country | kwalificatie | kwalificatie | kwalificatie | finale         | finale         | finale         | totaal         | totaal |
| ruiter        | paard                 | onderdeel   | strafpunten | rang     | strafpunten   | totaal        | rang          | strafpunten  | totaal       | rang         | strafpunten    | totaal         | rang           | strafpunten    | rang   |
| ------------- | --------------------- | ----------- | ----------- | -------- | ------------- | ------------- | ------------- | ------------ | ------------ | ------------ | -------------- | -------------- | -------------- | -------------- | ------ |
| Colleen Loach | Qorry Blue d'Argouges | individueel | 35.60       | 42       | 7.20          | 72.80         | 26            | 8.00         | 50.80        | 28           | niet geplaatst | niet geplaatst | niet geplaatst | niet geplaatst | 28     |

#### Springen
| ruiter           | paard     | onderdeel   | kwalificatie | kwalificatie | finale      | finale | finale | totaal      | totaal |
| ruiter           | paard     | onderdeel   | strafpunten  | rang         | strafpunten | tijd   | rang   | strafpunten | rang   |
| ---------------- | --------- | ----------- | ------------ | ------------ | ----------- | ------ | ------ | ----------- | ------ |
| Mario Desauliers | Bardolina | individueel | 0            | 1            | 13          | 88,51  | 22     | 13          | 22     |

### Roeien
Mannen
| atleet                                              | onderdeel          | series  | series | herkansingen | herkansingen | kwartfinale | kwartfinale | halve finale | halve finale | finale  | finale |
| atleet                                              | onderdeel          | tijd    | rang   | tijd         | rang         | tijd        | rang        | tijd         | rang         | tijd    | rang   |
| --------------------------------------------------- | ------------------ | ------- | ------ | ------------ | ------------ | ----------- | ----------- | ------------ | ------------ | ------- | ------ |
| Trevor Jones                                        | skiff              | 7.04,12 | 1 KF   | bye          | bye          | 7.17,65     | 2 HA/B      | 7.06,18      | 6 FB         | 6.48,51 | 9      |
| Patrick Keane Maxwell Lattimer                      | lichte dubbel-twee | 6.27,54 | 3 H    | 6.36,79      | 2 HA/B       | n.v.t.      | n.v.t.      | 6.18,29      | 5 FB         | 6.17,70 | 10     |
| Kai Langerfeld Conlin McCabe                        | twee-zonder        | 6.40,99 | 3 HA/B | bye          | bye          | n.v.t.      | n.v.t.      | 6.19,15      | 3 FA         | 6.20,43 | 4      |
| Jakub Buczek Luke Gadsdon Gavin Stone Will Crothers | vier-zonder        | 6.05,47 | 5 H    | 6.15,86      | 4 FB         | n.v.t.      | n.v.t.      | n.v.t.       | n.v.t.       | 5.58,29 | 8      |

Vrouwen
| atlete | onderdeel          | series  | series | herkansingen | herkansingen | kwartfinale | kwartfinale | halve finale | halve finale | finale  | finale |
| atlete | onderdeel          | tijd    | rang   | tijd         | rang         | tijd        | rang        | tijd         | rang         | tijd    | rang   |
| --- | ------------------ | ------- | ------ | ------------ | ------------ | ----------- | ----------- | ------------ | ------------ | ------- | ------ |
| Carling Zeeman | skiff              | 7.40,72 | 2 KF   | bye          | bye          | 7.57,58     | 2 HA/B      | 7.38,28      | 5 FB         | 7.29,59 | 8      |
| Jill Moffatt Jennifer Casson | lichte dubbel-twee | 7.11,30 | 2 HA/B | bye          | bye          | n.v.t.      | n.v.t.      | 7.00,82      | 6 FB         | 6.59,72 | 12     |
| Jessica Sevick Gabrielle Smith | dubbel-twee        | 6.57,69 | 2 HA/B | bye          | bye          | n.v.t.      | n.v.t.      | 7.09,44      | 2 FA         | 6.53,19 | 6      |
| Caileigh Filmer Hillary Janssens | twee-zonder        | 7.18,34 | 1 HA/B | bye          | bye          | n.v.t.      | n.v.t.      | 6.49,46      | 3 FA         | 6.52,10 | Brons  |
| Stephanie Grauer Nicole Hare Jennifer Martins Kristina Walker                                                                                    | vier-zonder        | 6.40,07 | H      | 6.51,71      | 4 FB         | n.v.t.      | n.v.t.      | n.v.t.       | n.v.t.       | 6.35,13 | 10     |
| Susanne Grainger Kasia Gruchalla-Wesierski Madison Mailey Sydney Payne Andrea Proske Lisa Roman Christine Roper Avalon Wasteneys Kristen Kit (s) | acht               | 6.07,97 | 2 H    | 5.53,73      | 2 FA         | n.v.t.      | n.v.t.      | n.v.t.       | n.v.t.       | 5.59,13 | Goud   |

Legenda: FA=finale A (medailles); FB=finale B (geen medailles); FC=finale C (geen medailles); FD=finale D (geen medailles); FE=finale E (geen medailles); FF=finale F (geen medailles); HA/B=halve finale A/B; HC/D=halve finale C/D; HE/F=halve finale E/F; KF=kwartfinale; H=herkansing

### Rugby
Mannen
| Olympiër | Discipline | Resultaat | Prestatie |
| --- | ---------- | --------- | --- |
| Patrick Kay Connor Braid Conor Trainor Justin Douglad Matt Mullins Theo Sauder Mike Fuailefau Jake Thiel Nathan Hirayama Phil Berna Lucas Hammond Harry Jones | mannen     | 8         | Groepsfase Poule B Verloren van Groot-Brittannië 24 - 0 Verloren van Fiji 28 - 14 Gewonnen van Japan 36 - 12 Kwartfinale Verloren van Nieuw-Zeeland 21 - 10 Plaatsing 5 - 8 Verloren van Verenigde Staten 21 - 14 Plaatsing 7 - 8 Verloren van Australië 26 - 7 |

Vrouwen
| Olympiër | Discipline | Resultaat | Prestatie |
| --- | ---------- | --------- | --- |
| Brittany Benn Charity Williams Julie Greenshields Karen Paquin Keyara Wardley Pamphinette Buisa Kaili Lukan Ghislaine Landry Kayla Moleschi Breanne Nicholas Bianca Farella Elissa Alarie | vrouwen    | 9         | Groepsfase Poule B Gewonnen van Brazilië 33 - 0 Verloren van Fiji 26 - 12 Verloren van Frankrijk 31 - 0 Plaatsing 9 - 12 Gewonnen van Brazilië 45 - 0 Plaatsing 9 - 10 Gewonnen van Kenia 24 - 10 |

### Schermen
Mannen
| atleet                                        | onderdeel   | eerste ronde              | tweede ronde             | derde ronde          | kwartfinale          | halve finale         | finale / BM          | finale / BM    |
| atleet                                        | onderdeel   | tegenstander uitslag      | tegenstander uitslag     | tegenstander uitslag | tegenstander uitslag | tegenstander uitslag | tegenstander uitslag | rang           |
| --------------------------------------------- | ----------- | ------------------------- | ------------------------ | -------------------- | -------------------- | -------------------- | -------------------- | -------------- |
| Marc-Antoine Blais Bélanger                   | degen       | Chao V 15 - 7             | niet geplaatst           | niet geplaatst       | niet geplaatst       | niet geplaatst       | niet geplaatst       | niet geplaatst |
| Alex Cai                                      | floret      | Peter Joppich V 15 - 12   | niet geplaatst           | niet geplaatst       | niet geplaatst       | niet geplaatst       | niet geplaatst       | niet geplaatst |
| Eli Schenkel                                  | floret      | bye                       | Andrea Cassarà V 15 - 11 | niet geplaatst       | niet geplaatst       | niet geplaatst       | niet geplaatst       | niet geplaatst |
| Maximilien Van Haaster                        | floret      | bye                       | Ryan Choi V 15 - 10      | niet geplaatst       | niet geplaatst       | niet geplaatst       | niet geplaatst       | niet geplaatst |
| Maximilien Van Haaster Alex Cai Blake Broszus | team floret | n.v.t.                    | n.v.t.                   | Duitsland V 45 - 31  | niet geplaatst       | niet geplaatst       | niet geplaatst       | niet geplaatst |
| Shaul Gordon                                  | sabel       | Mojtaba Abedini V 15 - 10 | niet geplaatst           | niet geplaatst       | niet geplaatst       | niet geplaatst       | niet geplaatst       | niet geplaatst |

Vrouwen
| atlete                                                        | onderdeel   | eerste ronde            | tweede ronde            | derde ronde                  | kwartfinale                    | halve finale         | finale / BM          | finale / BM    |
| atlete                                                        | onderdeel   | tegenstander uitslag    | tegenstander uitslag    | tegenstander uitslag         | tegenstander uitslag           | tegenstander uitslag | tegenstander uitslag | rang           |
| ------------------------------------------------------------- | ----------- | ----------------------- | ----------------------- | ---------------------------- | ------------------------------ | -------------------- | -------------------- | -------------- |
| Jessica Zi Jia Guo                                            | floret      | bye                     | Anita Blaze W 15 - 12   | Arianna Errigo V 15 - 7      | niet geplaatst                 | niet geplaatst       | niet geplaatst       | niet geplaatst |
| Eleanor Harvey                                                | floret      | bye                     | Pauline Ravier W 15 - 9 | Lee Kiefer V 15 - 13         | niet geplaatst                 | niet geplaatst       | niet geplaatst       | niet geplaatst |
| Kelleigh Ryan                                                 | floret      | bye                     | Sera Azuma W 12 - 11    | Adelina Zagidullina W 15 - 9 | Larisa Korobeynikova V 15 - 11 | niet geplaatst       | niet geplaatst       | niet geplaatst |
| Kelleigh Ryan Jessica Zi Jia Guo Alanne Goldie Eleanor Harvey | team floret | n.v.t.                  | n.v.t.                  | n.v.t.                       | Frankrijk V 45 - 29            | Hongarije W 45 - 33  | Japan W 45 - 31      | 5              |
| Gabriella Page                                                | sabel       | Mariel Zagunis V 15 - 3 | niet geplaatst          | niet geplaatst               | niet geplaatst                 | niet geplaatst       | niet geplaatst       | niet geplaatst |

### Schietsport
Vrouwen
| atlete       | onderdeel         | kwalificaties | kwalificaties | finale         | finale         |
| atlete       | onderdeel         | punten        | rang          | punten         | rang           |
| ------------ | ----------------- | ------------- | ------------- | -------------- | -------------- |
| Lynda Kiejko | 10 m luchtpistool | 558           | 47            | niet geplaatst | niet geplaatst |
| Lynda Kiejko | 25 m pistool      | 564           | 42            | niet geplaatst | niet geplaatst |

### Schoonspringen
Mannen
| atleet                                 | onderdeel            | series | series | halve finale   | halve finale   | finale         | finale         |
| atleet                                 | onderdeel            | punten | rang   | punten         | rang           | punten         | rang           |
| -------------------------------------- | -------------------- | ------ | ------ | -------------- | -------------- | -------------- | -------------- |
| Cédric Fofana                          | 3 m plank            | 225,35 | 29     | niet geplaatst | niet geplaatst | niet geplaatst | niet geplaatst |
| Rylan Wiens                            | 10 m toren           | 366,70 | 19     | niet geplaatst | niet geplaatst | niet geplaatst | niet geplaatst |
| Nathan Zsombor-Murray                  | 10 m toren           | 443,85 | 5 Q    | 397,85         | 13             | niet geplaatst | niet geplaatst |
| Vincent Riendeau Nathan Zsombor-Murray | 10 m toren synchroon | n.v.t. | n.v.t. | n.v.t.         | n.v.t.         | 405,00         | 5              |

Vrouwen
| atlete                                 | onderdeel            | series | series | halve finale   | halve finale   | finale         | finale         |
| atlete                                 | onderdeel            | punten | rang   | punten         | rang           | punten         | rang           |
| -------------------------------------- | -------------------- | ------ | ------ | -------------- | -------------- | -------------- | -------------- |
| Jennifer Abel                          | 3 m plank            | 332,40 | 3 Q    | 341,40         | 3 Q            | 297,45         | 8              |
| Pamela Ware                            | 3 m plank            | 330,10 | 4 Q    | 245,10         | 18             | niet geplaatst | niet geplaatst |
| Meaghan Benfeito                       | 10 m toren           | 331,85 | 5 Q    | 296,40         | 13             | niet geplaatst | niet geplaatst |
| Celina Toth                            | 10 m toren           | 261,40 | 23     | niet geplaatst | niet geplaatst | niet geplaatst | niet geplaatst |
| Jennifer Abel Mélissa Citrini-Beaulieu | 3 m plank synchroon  | n.v.t. | n.v.t. | n.v.t.         | n.v.t.         | 300,78         | Zilver         |
| Meaghan Abel Caeli McKay               | 10 m plank synchroon | n.v.t. | n.v.t. | n.v.t.         | n.v.t.         | 299,16         | 4              |

### Skateboarden
Mannen
| atlete        | onderdeel | kwalificaties | kwalificaties | finale         | finale         |
| atlete        | onderdeel | punten        | rang          | punten         | rang           |
| ------------- | --------- | ------------- | ------------- | -------------- | -------------- |
| Andy Anderson | park      | 60,78         | 16            | niet geplaatst | niet geplaatst |
| Matt Berger   | street    | 4,02          | 20            | niet geplaatst | niet geplaatst |
| Micky Papa    | street    | 30,39         | 10            | niet geplaatst | niet geplaatst |

Vrouwen
| atlete       | onderdeel | kwalificaties | kwalificaties | finale         | finale         |
| atlete       | onderdeel | punten        | rang          | punten         | rang           |
| ------------ | --------- | ------------- | ------------- | -------------- | -------------- |
| Annie Guglia | street    | 3,35          | 19            | niet geplaatst | niet geplaatst |

### Softbal
| Olympiër | Discipline | Resultaat | Prestatie |
| --- | ---------- | --------- | --------- |
| Lauren Bay Regula Danielle Lawrie Jennifer Gilbert Sara Groenewegen Janet Leung Kelsey Harshman Jennifer Salling Joel Lye Kaleigh Rafter Erika Polidori Larissa Franklin Emma Entzminger Natalie Wideman Jenna Caira Victoria Hayward | vrouwen    | Brons     | zie onder |

| stand eerste ronde |                  |             |             |             |             |            |            |            |        |
| #                  | Land             | Wedstrijden | Wedstrijden | Wedstrijden | Wedstrijden | Doelpunten | Doelpunten | Doelpunten | Punten |
| #                  | Land             | GW          | W           | G           | V           | V          | T          | Percentage | Punten |
| 1                  | Verenigde Staten | 5           | 5           | 0           | 0           | 9          | 2          | +7         | 1.000  |
| 2                  | Japan            | 5           | 4           | 0           | 1           | 18         | 5          | +13        | 0.800  |
| 3                  | Canada           | 5           | 3           | 0           | 2           | 19         | 4          | +15        | 0.600  |
| 4                  | Mexico           | 5           | 2           | 0           | 3           | 11         | 10         | +1         | 0.400  |
| 5                  | Australië        | 5           | 1           | 0           | 4           | 5          | 21         | -16        | 0.200  |
| 6                  | Italië           | 5           | 0           | 0           | 5           | 1          | 21         | -20        | 0.000  |

| Ronde          | Datum        | Lokale tijd | MEZT             | Land   | Score  | Land   |  |
| -------------- | ------------ | ----------- | ---------------- | ------ | ------ | ------ |  |
| eerste ronde   |              |             |                  |        |        |        |  |
| 21 juli 2021   | 15:00        | 08:00       | Mexico           | 0 - 4  | Canada |        |  |
| 22 juli 2021   | 09:00        | 02:00       | Verenigde Staten | 1 - 0  | Canada |        |  |
| 24 juli 2021   | 10:00        | 03:00       | Australië        | 1 - 7  | Canada |        |  |
| 25 juli 2021   | 14:30        | 07:30       | Canada           | 0 - 1  | Japan  |        |  |
| 26 juli 2021   | 14:30        | 07:30       | Canada           | 8 - 1  | Italië |        |  |
|                |              |             |                  |        |        |        |  |
| bronzen finale | 27 juli 2021 | 13:00       | 06:00            | Canada | 3 - 2  | Mexico |  |

### Synchroonzwemmen
| atlete | onderdeel | vrije routine (voorronde) | vrije routine (voorronde) | technische routine | technische routine        | technische routine | vrije routine (finale) | vrije routine (finale)    | vrije routine (finale) |
| atlete | onderdeel | punten                    | rang                      | punten             | totaal (technisch + vrij) | rang               | punten                 | totaal (technisch + vrij) | rang                   |
| --- | --------- | ------------------------- | ------------------------- | ------------------ | ------------------------- | ------------------ | ---------------------- | ------------------------- | ---------------------- |
| Claudia Holzner Jacqueline Simoneau                                                                                                   | duet      | 91,2333                   | 5                         | 91,4798            | 182,7131                  | 5 Q                | 93,0000                | 184,4798                  | 5                      |
| Emily Armstrong Rosalie Boissonneault Andrée-Anne Côté Camille Fiola-Dion Claudia Holzner Audrey Joly Halle Pratt Jacqueline Simoneau | team      | n.v.t.                    | n.v.t.                    | 91,4992            | n.v.t.                    | 5                  | 92,5333                | 184,0325                  | 6                      |

### Taekwondo
Vrouwen
| atlete      | onderdeel | eerste ronde         | kwartfinale          | halve finale         | herkansing           | finale / BM          | finale / BM |
| atlete      | onderdeel | tegenstander uitslag | tegenstander uitslag | tegenstander uitslag | tegenstander uitslag | tegenstander uitslag | rang        |
| ----------- | --------- | -------------------- | -------------------- | -------------------- | -------------------- | -------------------- | ----------- |
| Yvette Yong | -49 kg    | Tuyên L 5-19         | niet geplaatst       | niet geplaatst       | niet geplaatst       | niet geplaatst       | 11          |
| Skylar Park | -57 kg    | Hymer W 25-15        | Lo L 6-18            | niet geplaatst       | niet geplaatst       | niet geplaatst       | 9           |

### Tafeltennis
Mannen
| atlete       | onderdeel | voorronde            | eerste ronde         | tweede ronde         | derde ronde          | vierde ronde         | kwartfinale          | halve finale         | finale / BM          | finale / BM |
| atlete       | onderdeel | tegenstander uitslag | tegenstander uitslag | tegenstander uitslag | tegenstander uitslag | tegenstander uitslag | tegenstander uitslag | tegenstander uitslag | tegenstander uitslag | rang        |
| ------------ | --------- | -------------------- | -------------------- | -------------------- | -------------------- | -------------------- | -------------------- | -------------------- | -------------------- | ----------- |
| Jeremy Hazin | enkelspel | bye                  | Tokić V 0 - 4        | niet geplaatst       | niet geplaatst       | niet geplaatst       | niet geplaatst       | niet geplaatst       | niet geplaatst       | 49          |

Vrouwen
| atlete   | onderdeel | voorronde            | eerste ronde         | tweede ronde         | derde ronde          | vierde ronde         | kwartfinale          | halve finale         | finale / BM          | finale / BM |
| atlete   | onderdeel | tegenstander uitslag | tegenstander uitslag | tegenstander uitslag | tegenstander uitslag | tegenstander uitslag | tegenstander uitslag | tegenstander uitslag | tegenstander uitslag | rang        |
| -------- | --------- | -------------------- | -------------------- | -------------------- | -------------------- | -------------------- | -------------------- | -------------------- | -------------------- | ----------- |
| Mo Zhang | enkelspel | bye                  | bye                  | Noskova W 4 - 3      | Solja W 4 - 3        | Chen Meng V 1 - 4    | niet geplaatst       | niet geplaatst       | niet geplaatst       | 9           |

Gemengd
| atlete               | onderdeel  | voorronde            | eerste ronde         | kwartfinale                 | halve finale         | finale / BM          | finale / BM |
| atlete               | onderdeel  | tegenstander uitslag | tegenstander uitslag | tegenstander uitslag        | tegenstander uitslag | tegenstander uitslag | rang        |
| -------------------- | ---------- | -------------------- | -------------------- | --------------------------- | -------------------- | -------------------- | ----------- |
| Mo Zhang Eugene Wang | dubbelspel | bye                  | bye                  | Xu Xin - Liu Shiwen V 1 - 4 | niet geplaatst       | niet geplaatst       | 9           |

### Tennis
Mannen
| atlete                | onderdeel | eerste ronde                | tweede ronde         | derde ronde          | kwartfinale          | halve finale         | finale / BM          | finale / BM |
| atlete                | onderdeel | tegenstander uitslag        | tegenstander uitslag | tegenstander uitslag | tegenstander uitslag | tegenstander uitslag | tegenstander uitslag | rang        |
| --------------------- | --------- | --------------------------- | -------------------- | -------------------- | -------------------- | -------------------- | -------------------- | ----------- |
| Félix Auger-Aliassime | enkelspel | Max Purcell V 4-6, 6-7(2/7) | niet geplaatst       | niet geplaatst       | niet geplaatst       | niet geplaatst       | niet geplaatst       | 33          |

Vrouwen
| atlete                            | onderdeel  | eerste ronde               | tweede ronde                      | derde ronde          | kwartfinale          | halve finale         | finale / BM          | finale / BM |
| atlete                            | onderdeel  | tegenstander uitslag       | tegenstander uitslag              | tegenstander uitslag | tegenstander uitslag | tegenstander uitslag | tegenstander uitslag | rang        |
| --------------------------------- | ---------- | -------------------------- | --------------------------------- | -------------------- | -------------------- | -------------------- | -------------------- | ----------- |
| Leylah Annie Fernandez            | enkelspel  | Yastremska W 6-3, 3-6, 6-0 | Krejčíková V 2-6, 4-6             | niet geplaatst       | niet geplaatst       | niet geplaatst       | niet geplaatst       | 17          |
| Gabriela Dabrowski Sharon Fichman | dubbelspel | n.v.t.                     | Pigossi / Stefani V 6-7(3/7), 4-6 | niet geplaatst       | niet geplaatst       | niet geplaatst       | niet geplaatst       | 17          |

Gemengd
| atlete                                   | onderdeel  | eerste ronde                   | kwartfinale          | halve finale         | finale / BM          | finale / BM |
| atlete                                   | onderdeel  | tegenstander uitslag           | tegenstander uitslag | tegenstander uitslag | tegenstander uitslag | rang        |
| ---------------------------------------- | ---------- | ------------------------------ | -------------------- | -------------------- | -------------------- | ----------- |
| Gabriela Dabrowski Félix Auger-Aliassime | dubbelspel | Sakkari / Tsitsipás V 3-6, 4-6 | niet geplaatst       | niet geplaatst       | niet geplaatst       | 9           |

### Triatlon
Individueel
| Atleet           | Evenement | Zwemmen(1.5 km) | Rang 1 | Fietsen (40 km) | Rang 2    | Lopen(10 km) | Totaal Tijd | Ranking   |
| ---------------- | --------- | --------------- | ------ | --------------- | --------- | ------------ | ----------- | --------- |
| Matthew Sharpe   | Mannen    | 18:35           |        | 56:31           |           | 41:50        | 1:57:32     | 49        |
| Tyler Mislawchuk | Mannen    | 17:50           |        | 56:35           |           | 30:55        | 1:46:28     | 15        |
| Joanna Brown     | Vrouwen   | 19:15           |        | gedubbeld       | gedubbeld | gedubbeld    | gedubbeld   | gedubbeld |
| Amélie Kretz     | Vrouwen   | 19:39           |        | 1:04:56         |           | 34:41        | 2:00:33     | 15        |

Gemengd
| Atleet         | Evenement   | Zwemmen (250 m) | Rang 1 | Fietsen (7 km) | Rang 2 | Lopen (1.5 km) | Totaal Groeps tijd | Ranking |
| -------------- | ----------- | --------------- | ------ | -------------- | ------ | -------------- | ------------------ | ------- |
| Alexis Lepage  | Mixed relay | 3:57            |        | 10:11          |        | 6:17           | 1:27:21            | 15      |
| Matthew Sharpe | Mixed relay | 4:07            |        | 9:28           |        | 6:06           | 1:27:21            | 15      |
| Joanna Brown   | Mixed relay | 4:03            |        | 10:21          |        | 6:40           | 1:27:21            | 15      |
| Amélie Kretz   | Mixed relay | 4:33            |        | 10:36          |        | 6:20           | 1:27:21            | 15      |

### Voetbal
Vrouwen
| Olympiër | Discipline | Resultaat | Prestatie |
| --- | ---------- | --------- | --------- |
| Jordyn Huitema Christine Sinclair Ashley Lawrence Allysha Chapman Adriana Leon Deanne Rose Quinn Kailen Sheridan Jayde Riviere Stephanie Labbé Janine Beckie Jessie Fleming Nichelle Prince Shelina Zadorsky Julia Grosso Desiree Scott Vanessa Gilles Kadeisha Buchanan | vrouwen    | Goud      | zie onder |

| Groep F |                  |             |             |             |             |            |            |            |        |
| #       | Land             | Wedstrijden | Wedstrijden | Wedstrijden | Wedstrijden | Doelpunten | Doelpunten | Doelpunten | Punten |
| #       | Land             | G           | W           | G           | V           | V          | T          | Saldo      | Punten |
| 1       | Groot-Brittannië | 3           | 2           | 1           | 0           | 4          | 1          | +3         | 7      |
| 2       | Canada           | 3           | 1           | 2           | 0           | 4          | 3          | +1         | 5      |
| 3       | Japan            | 3           | 1           | 1           | 1           | 2          | 2          | 0          | 4      |
| 4       | Chili            | 3           | 0           | 0           | 3           | 1          | 5          | -4         | 0      |

| Ronde        | Datum | Lokale tijd | MEZT             | Land          | Score            | Land |
| ------------ | ----- | ----------- | ---------------- | ------------- | ---------------- | ---- |
| Groepsfase   |       |             |                  |               |                  |      |
| 21 juli      | 12:30 | 05:30       | Japan            | 1 - 1         | Canada           |      |
| 24 juli      | 09:30 | 02:30       | Canada           | 2 - 1         | Chili            |      |
| 27 juli      | 13:00 | 06:00       | Groot-Brittannië | 1 - 1         | Canada           |      |
| Kwartfinale  |       |             |                  |               |                  |      |
| 30 juli      | 10:00 | 03:00       | Canada           | 0 - 0 (4 - 0) | Brazilië         |      |
| Halve finale |       |             |                  |               |                  |      |
| 2 augustus   | 10:00 | 03:00       | Canada           | 1 - 0         | Verenigde Staten |      |
| Finale       |       |             |                  |               |                  |      |
| 6 augustus   | 14:00 | 07:00       | Canada           | 1 - 1 (3 - 2) | Zweden           |      |

### Volleybal

#### Beachvolleybal
Vrouwen
| atleten                            | onderdeel | eerste ronde                                                                                               | eerste ronde | tussenronde          | achtste finale                        | kwartfinale                                      | halve finale         | finale / BM          | finale / BM    |
| atleten                            | onderdeel | tegenstander uitslag                                                                                       | stand        | tegenstander uitslag | tegenstander uitslag                  | tegenstander uitslag                             | tegenstander uitslag | tegenstander uitslag | rang           |
| ---------------------------------- | --------- | --- | ------------ | -------------------- | ------------------------------------- | ------------------------------------------------ | -------------------- | -------------------- | -------------- |
| Sarah Pavan Melissa Humana-Paredes | vrouwen   | Stam – Schoon W 21–16, 21-14 Borger – Sude W 21-17, 21-14 Heidrich – Vergé-Dépré W 21-13, 24-22            | 1 Q          | bye                  | Fernández - Baquerizo W 21-13, 21-13  | Clancy - Artacho del Solar V 21-15, 19-21, 15-12 | niet geplaatst       | niet geplaatst       | niet geplaatst |
| Heather Bansley Brandie Wilkerson  | vrouwen   | Wang - Xia V 18-21, 21-15, 15-11 Gallay - Pereyra W 22-20, 21-12 Santos Lisboa - Bednarczuk V 21-18, 21-18 | 3 q          | bye                  | Sponcil - Claes W 22-24, 21-18, 15-13 | Graudina - Kravčenoka V 21-13, 18-21, 15-11      | niet geplaatst       | niet geplaatst       | niet geplaatst |

#### Zaalvolleybal
Mannen
| Atleten | Discipline | Resultaat | Prestatie |
| --- | ---------- | --------- | --------- |
| Sharone Vernon-Evans Blair Cameron Bann Graham Vigrass Arthur Szwarc Lucas Van Berkel Jay Blankenau Stephen Timothy Maar Nicholas Hoag John Gordon Perrin Tyler Sanders Ryan Scalter Steven Marshall | zaal       | 8         | zie onder |

| # | Ploeg     | Punten | Wedstrijden | Wedstrijden | Wedstrijden | Sets | Sets | Sets  |
| # | Ploeg     | Punten | G           | W           | V           | W    | V    | Ratio |
| - | --------- | ------ | ----------- | ----------- | ----------- | ---- | ---- | ----- |
| 1 | Polen     | 13     | 5           | 4           | 1           | 14   | 4    | +10   |
| 2 | Italië    | 11     | 5           | 4           | 1           | 12   | 7    | +5    |
| 3 | Japan     | 8      | 5           | 3           | 2           | 10   | 9    | +1    |
| 4 | Canada    | 7      | 5           | 2           | 3           | 9    | 9    | 0     |
| 5 | Iran      | 6      | 5           | 2           | 3           | 9    | 11   | -2    |
| 6 | Venezuela | 0      | 5           | 0           | 5           | 1    | 15   | -14   |

| Ronde        | Datum          | Lokale tijd    | MEZT           | Land            | Score          | Land           |
| ------------ | -------------- | -------------- | -------------- | --------------- | -------------- | -------------- |
| Groepsfase   |                |                |                |                 |                |                |
| 24 juli      | 09:00          | 02:00          | Italië         | 3 - 2           | Canada         |                |
| 26 juli      | 19:40          | 12:40          | Japan          | 3 - 1           | Canada         |                |
| 28 juli      | 09:00          | 02:00          | Canada         | 3 - 0           | Iran           |                |
| 30 juli      | 09:00          | 02:00          | Canada         | 3 - 0           | Venezuela      |                |
| 1 augustus   | 09:00          | 02:00          | Polen          | 3 - 0           | Canada         |                |
| Kwartfinale  | 3 augustus     | 17:00          | 10:00          | Russische ploeg | 3 - 0          | Canada         |
| Halve finale | niet geplaatst | niet geplaatst | niet geplaatst | niet geplaatst  | niet geplaatst | niet geplaatst |
| Finale       | niet geplaatst | niet geplaatst | niet geplaatst | niet geplaatst  | niet geplaatst | niet geplaatst |

### Waterpolo
Vrouwen
| Atleten | Onderdeel | Resultaat | Prestatie |
| --- | --------- | --------- | --------- |
| Gurpreet Sohi Joëlle Békhazi Claire Wright Kindred Paul Monika Eggens Hayley McKelvey Kyra Christmas Emma Wright Elyse Lemay-Lavoie Shae La Roche Kelly McKee Axelle Crevier | vrouwen   | 8         | zie onder |

| Groep |             |             |             |             |            |            |            |            |        |
| #     | Land        | Wedstrijden | Wedstrijden | Wedstrijden | Doelpunten | Doelpunten | Doelpunten | Doelpunten | Punten |
| #     | Land        | G           | W           | G           | V          | V          | T          | Saldo      | Punten |
| 1     | Nederland   | 4           | 3           | 0           | 1          | 75         | 41         | +34        | 6      |
| 2     | Spanje      | 4           | 3           | 0           | 1          | 71         | 37         | +34        | 6      |
| 3     | Australië   | 4           | 3           | 0           | 1          | 46         | 33         | +13        | 6      |
| 4     | Canada      | 4           | 1           | 0           | 3          | 48         | 39         | +9         | 2      |
| 5     | Zuid-Afrika | 4           | 0           | 0           | 4          | 7          | 97         | -90        | 0      |

| Ronde                 | Datum           | Lokale tijd | MEZT      | Land             | Score       | Land   |  |
| --------------------- | --------------- | ----------- | --------- | ---------------- | ----------- | ------ |  |
| groepsfase            |                 |             |           |                  |             |        |  |
| 24 juli 2021          | 15:30           | 08:30       | Australië | 8 - 5            | Canada      |        |  |
| 26 juli 2021          | 19:50           | 12:50       | Spanje    | 14 - 10          | Canada      |        |  |
| 28 juli 2021          | 15:30           | 08:30       | Canada    | 21 - 1           | Zuid-Afrika |        |  |
| 1 augustus 2021       | 15:30           | 08:30       | Nederland | 16 - 12          | Canada      |        |  |
|                       |                 |             |           |                  |             |        |  |
| kwartfinale           | 3 augustus 2021 | 14:00       | 07:00     | Verenigde Staten | 16 - 5      | Canada |  |
|                       |                 |             |           |                  |             |        |  |
| plaats 5 tot 8        | 5 augustus 2021 | 18:20       | 11:20     | Australië        | 14 - 12     | Canada |  |
|                       |                 |             |           |                  |             |        |  |
| Wedstrijd om plaats 7 | 7 augustus 2021 | 11:00       | 04:00     | China            | 16 - 7      | Canada |  |

### Wielersport

#### Baanwielrennen
Mannen
Sprint
| atleet        | onderdeel | kwalificaties | kwalificaties | ronde 1                   | herkansing 1                           | ronde 2                 | herkansing 2               | achtste finale       | herkansing 3         | kwartfinale          | halve finale         | finale               | finale         |
| atleet        | onderdeel | tijd          | rang          | tegenstander uitslag      | tegenstander uitslag                   | tegenstander uitslag    | tegenstander uitslag       | tegenstander uitslag | tegenstander uitslag | tegenstander uitslag | tegenstander uitslag | tegenstander uitslag | rang           |
| ------------- | --------- | ------------- | ------------- | ------------------------- | -------------------------------------- | ----------------------- | -------------------------- | -------------------- | -------------------- | -------------------- | -------------------- | -------------------- | -------------- |
| Nick Wammes   | sprint    | 9,587         | 12            | Stefan Bötticher W 10,228 | bye                                    | Denis Dmitrjev V +0,107 | Azizulhasni Awang V +0,104 | niet geplaatst       | niet geplaatst       | niet geplaatst       | niet geplaatst       | niet geplaatst       | niet geplaatst |
| Hugo Barrette | sprint    | 9,596         | 15            | Sébastien Vigier V +0,020 | Muhammad Sahrom Mateusz Rudyk V +0,619 | niet geplaatst          | niet geplaatst             | niet geplaatst       | niet geplaatst       | niet geplaatst       | niet geplaatst       | niet geplaatst       | niet geplaatst |

Keirin
| atleet        | onderdeel | ronde 1 | herkansing | kwartfinale    | halve finale   | finale         |
| atleet        | onderdeel | rang    | rang       | rang           | rang           | rang           |
| ------------- | --------- | ------- | ---------- | -------------- | -------------- | -------------- |
| Nick Wammes   | keirin    | 5       | 5          | niet geplaatst | niet geplaatst | niet geplaatst |
| Hugo Barrette | keirin    | DNF     | 4          | niet geplaatst | niet geplaatst | niet geplaatst |

Koppelkoers
| atleet                  | onderdeel   | punten | rondes | rang |
| ----------------------- | ----------- | ------ | ------ | ---- |
| Michael Foley Derek Gee | koppelkoers | DNF    | DNF    | DNF  |

Ploegenachtervolging
| atleet                                                  | onderdeel            | kwalificatie | kwalificatie | halve finale         | halve finale | finale               | finale |
| atleet                                                  | onderdeel            | tijd         | rang         | tegenstander uitslag | rang         | tegenstander uitslag | rang   |
| ------------------------------------------------------- | -------------------- | ------------ | ------------ | -------------------- | ------------ | -------------------- | ------ |
| Vincent De Haître Michael Foley Derek Gee Jay Lamoureux | ploegenachtervolging | 3.50,455     | 6            | Duitsland W 3.46,769 | 5 FC         | Duitsland W 3.46,324 | 5      |

Vrouwen
Sprint
| atleet          | onderdeel | kwalificaties | kwalificaties | ronde 1                 | herkansing 1         | ronde 2                    | herkansing 2         | achtste finale           | herkansing 3                             | kwartfinale           | halve finale         | finale                | finale         |
| atleet          | onderdeel | tijd          | rang          | tegenstander uitslag    | tegenstander uitslag | tegenstander uitslag       | tegenstander uitslag | tegenstander uitslag     | tegenstander uitslag                     | tegenstander uitslag  | tegenstander uitslag | tegenstander uitslag  | rang           |
| --------------- | --------- | ------------- | ------------- | ----------------------- | -------------------- | -------------------------- | -------------------- | ------------------------ | ---------------------------------------- | --------------------- | -------------------- | --------------------- | -------------- |
| Kelsey Mitchell | sprint    | 10,346        | 2 Q           | Ljoebov Basova W 11,105 | n.v.t.               | Kaarle McCulloch W 11,198  | n.v.t.               | Ellesse Andrews W 10,833 | n.v.t.                                   | Lauriane Genest W 2-0 | Emma Hinze W 2-1     | Olena Starikova W 2-0 | Goud           |
| Lauriane Genest | sprint    | 10,460        | 5 Q           | Madalyn Godby W 11,102  | n.v.t.               | Anastasia Vojnova W 11,251 | n.v.t.               | Katy Marchant V          | Mathilde Gros Anastasia Vojnova W 11,102 | Kelsey Mitchell V 2-0 | niet geplaatst       | niet geplaatst        | niet geplaatst |

Keirin
| atlete          | onderdeel | ronde 1 | herkansing | kwartfinale | halve finale | finale |
| atlete          | onderdeel | rang    | rang       | rang        | rang         | rang   |
| --------------- | --------- | ------- | ---------- | ----------- | ------------ | ------ |
| Kelsey Mitchell | keirin    | 1       | n.v.t.     | 1           | 2            | 5      |
| Lauriane Genest | keirin    | 1       | n.v.t.     | 4           | 3            | Brons  |

Ploegenachtervolging
| atlete                                                                                             | onderdeel            | kwalificatie | kwalificatie | halve finale         | halve finale | finale                      | finale |
| atlete                                                                                             | onderdeel            | tijd         | rang         | tegenstander uitslag | rang         | tegenstander uitslag        | rang   |
| -------------------------------------------------------------------------------------------------- | -------------------- | ------------ | ------------ | -------------------- | ------------ | --------------------------- | ------ |
| Allison Beveridge Ariane Bonhomme Annie Foreman-Mackey Georgia Simmerling Jasmin Duehring-Glaesser | ploegenachtervolging | 4.15,832     | 8            | Frankrijk W 4.09,249 | 3 FB         | Verenigde Staten V 4.10,552 | 4      |

Omnium
| atlete            | onderdeel | scratchrace | scratchrace | temporace | temporace | afvalrace | afvalrace | puntenrace | puntenrace | totaal punten | rang |
| atlete            | onderdeel | rang        | punten      | rang      | punten    | rang      | punten    | rang       | punten     | totaal punten | rang |
| ----------------- | --------- | ----------- | ----------- | --------- | --------- | --------- | --------- | ---------- | ---------- | ------------- | ---- |
| Allison Baveridge | omnium    | 7           | 28          | 11        | 20        | 7         | 28        |            | 2          | 78            | 9    |

#### BMX
Mannen
Race
| atlete       | onderdeel | plaatsingsronde | plaatsingsronde | kwartfinale | kwartfinale | halve finale   | halve finale   | finale         | finale         |
| atlete       | onderdeel | tijd            | rang            | punten      | rang        | punten         | rang           | tijd           | rang           |
| ------------ | --------- | --------------- | --------------- | ----------- | ----------- | -------------- | -------------- | -------------- | -------------- |
| James Palmer | race      | n.v.t.          | n.v.t.          | 16          | 6           | niet geplaatst | niet geplaatst | niet geplaatst | niet geplaatst |

Vrouwen
Race
| atlete          | onderdeel | plaatsingsronde | plaatsingsronde | kwartfinale | kwartfinale | halve finale | halve finale | finale | finale |
| atlete          | onderdeel | tijd            | rang            | punten      | rang        | punten       | rang         | tijd   | rang   |
| --------------- | --------- | --------------- | --------------- | ----------- | ----------- | ------------ | ------------ | ------ | ------ |
| Drew Mechielsen | race      | n.v.t.          | n.v.t.          | 13          | 4           | 14           | 4            | 46,833 | 8      |

#### Mountainbiken
Mannen
| atleet       | onderdeel    | tijd    | rang |
| ------------ | ------------ | ------- | ---- |
| Peter Disera | mountainbike | 1.31.45 | 26   |

Vrouwen
| atleet            | onderdeel    | tijd    | rang |
| ----------------- | ------------ | ------- | ---- |
| Catharine Pendrel | mountainbike | 1.23.47 | 18   |
| Haley Smith       | mountainbike | -1 lap  | 29   |

#### Wegwielrennen
Mannen
| atleet           | onderdeel    | tijd     | rang |
| ---------------- | ------------ | -------- | ---- |
| Hugo Houle       | wegwedstrijd | 6.25.16  | 85   |
| Hugo Houle       | tijdrit      | 57.56,46 | 13   |
| Michael Woods    | wegwedstrijd | 6.06.33  | 5    |
| Guillaume Boivin | wegwedstrijd | 6.21.46  | 65   |

Vrouwen
| atlete           | onderdeel    | tijd     | rang |
| ---------------- | ------------ | -------- | ---- |
| Karol-Ann Canuel | wegwedstrijd | 3.55.05  | 16   |
| Karol-Ann Canuel | tijdrit      | 33.07,97 | 14   |
| Leah Kirchmann   | wegwedstrijd | 3.59.47  | 36   |
| Leah Kirchmann   | tijdrit      | 33.01,64 | 12   |
| Alison Jackson   | wegwedstrijd | 3.59.47  | 32   |

### Worstelen
Mannen
Vrije stijl
| atleet       | onderdeel | eerste ronde         | kwartfinale          | halve finale         | herkansing           | finale / BM          | finale / BM |
| atleet       | onderdeel | tegenstander uitslag | tegenstander uitslag | tegenstander uitslag | tegenstander uitslag | tegenstander uitslag | rang        |
| ------------ | --------- | -------------------- | -------------------- | -------------------- | -------------------- | -------------------- | ----------- |
| Jordan Steen | −97 kg    | Snyder L 2-12        | niet geplaatst       | niet geplaatst       | Conyedo L 2-4        | niet geplaatst       | 10          |
| Amar Dhesi   | −125 kg   | Akgül                | niet geplaatst       | niet geplaatst       | niet geplaatst       | niet geplaatst       | 14          |

Vrouwen
Vrije stijl
| atlete           | onderdeel | eerste ronde         | kwartfinale          | halve finale         | herkansing           | finale / BM          | finale / BM |
| atlete           | onderdeel | tegenstander uitslag | tegenstander uitslag | tegenstander uitslag | tegenstander uitslag | tegenstander uitslag | rang        |
| ---------------- | --------- | -------------------- | -------------------- | -------------------- | -------------------- | -------------------- | ----------- |
| Danielle Lappage | −68 kg    | Velieva L 0-7        | niet geplaatst       | niet geplaatst       | niet geplaatst       | niet geplaatst       | 15          |
| Erica Wiebe      | −76 kg    | Mäe L 4-5            | niet geplaatst       | niet geplaatst       | niet geplaatst       | niet geplaatst       | 12          |

### Zeilen
Mannen
| atleet                     | onderdeel | race | race | race | race | race | race | race | race | race | race | race   | race   | race | netto punten | plaats |
| atleet                     | onderdeel | 1    | 2    | 3    | 4    | 5    | 6    | 7    | 8    | 9    | 10   | 11     | 12     | M    | netto punten | plaats |
| -------------------------- | --------- | ---- | ---- | ---- | ---- | ---- | ---- | ---- | ---- | ---- | ---- | ------ | ------ | ---- | ------------ | ------ |
| Tom Ramshaw                | Finn      | 13   | 7    | 11   | 14   | 10   | 13   | 2    | 9    | 13   | 2    | n.v.t. | n.v.t. | 7    | 94           | 10     |
| Oliver Bone Jacob Saunders | 470       | 12   | 17   | 16   | 16   | 7    | 15   | 16   | 12   | 17   | 14   | n.v.t. | n.v.t. | NG   | 125          | 17     |
| Evan DePaul William Jones  | 49er      | 19   | 19   | 20   | 16   | 16   | 12   | 18   | 17   | 12   | 13   | 18     | 19     | NG   | 179          | 19     |

Vrouwen
| atleet                           | onderdeel    | race | race | race | race | race | race | race | race | race | race | race   | race   | race | netto punten | eindnotering |
| atleet                           | onderdeel    | 1    | 2    | 3    | 4    | 5    | 6    | 7    | 8    | 9    | 10   | 11     | 12     | M    | netto punten | eindnotering |
| -------------------------------- | ------------ | ---- | ---- | ---- | ---- | ---- | ---- | ---- | ---- | ---- | ---- | ------ | ------ | ---- | ------------ | ------------ |
| Nikola Girke                     | RS:X         | 25   | 23   | 22   | 24   | 21   | 20   | 23   | 23   | 22   | 25   | 21     | 20     | NG   | 244          | 23           |
| Sarah Douglas                    | Laser Radial | 18   | 4    | 4    | 26   | 8    | 24   | 13   | 5    | 4    | 2    | n.v.t. | n.v.t. | 9    | 100          | 6            |
| Mariah Millen Alexandra Ten Hove | 49erFX       | 18   | 7    | 15   | 16   | 15   | 15   | 10   | 12   | 4    | 13   | 16     | 17     | NG   | 138          | 16           |

### Zwemmen
Mannen
| atleet                                                               | onderdeel          | series  | series | halve finale   | halve finale   | finale         | finale         |
| atleet                                                               | onderdeel          | tijd    | rang   | tijd           | rang           | tijd           | rang           |
| -------------------------------------------------------------------- | ------------------ | ------- | ------ | -------------- | -------------- | -------------- | -------------- |
| Brent Hayden                                                         | 50 m vrije slag    | 21,85   | 8 Q    | 21,82          | 9              | niet geplaatst | niet geplaatst |
| Joshua Liendo                                                        | 50 m vrije slag    | 22,03   | 18     | niet geplaatst | niet geplaatst | niet geplaatst | niet geplaatst |
| Yuri Kisil                                                           | 100 m vrije slag   | 48,15   | 10 Q   | 48,31          | 15             | niet geplaatst | niet geplaatst |
| Joshua Liendo                                                        | 100 m vrije slag   | 48,34   | 14 Q   | 48,19          | 14             | niet geplaatst | niet geplaatst |
| Cole Pratt                                                           | 100 m rugslag      | 54,27   | 26     | niet geplaatst | niet geplaatst | niet geplaatst | niet geplaatst |
| Markus Thormeyer                                                     | 100 m rugslag      | 53,80   | 19     | niet geplaatst | niet geplaatst | niet geplaatst | niet geplaatst |
| Markus Thormeyer                                                     | 200 m rugslag      | 1.57,85 | 16 Q   | 1.59,36        | 16             | niet geplaatst | niet geplaatst |
| Gabe Mastromatteo                                                    | 100 m schoolslag   | 1.01,56 | 38     | niet geplaatst | niet geplaatst | niet geplaatst | niet geplaatst |
| Joshua Liendo                                                        | 100 m vlinderslag  | 51,52   | 9 Q    | 51,50          | 11             | niet geplaatst | niet geplaatst |
| Finlay Knox                                                          | 200 m wisselslag   | 1.58,29 | 17     | niet geplaatst | niet geplaatst | niet geplaatst | niet geplaatst |
| Ruslan Gaziev Brent Hayden Yuri Kisil Joshua Liendo Markus Thormeyer | 4x100 m vrije slag | 3.13,00 | 7 Q    | n.v.t.         | n.v.t.         | 3.10,82 NR     | 4              |
| Yuri Kisil Joshua Liendo Gabe Mastromatteo Markus Thormeyer          | 4x100 m wisselslag | 3.32,37 | 8 Q    | n.v.t.         | n.v.t.         | 3.32,42        | 7              |
| Hau-Li Fan                                                           | 10 km open water   | n.v.t.  | n.v.t. | n.v.t.         | n.v.t.         | 1.51.37        | 9              |

Vrouwen
| atlete | onderdeel          | series     | series | halve finale   | halve finale   | finale         | finale         |
| atlete | onderdeel          | tijd       | rang   | tijd           | rang           | tijd           | rang           |
| --- | ------------------ | ---------- | ------ | -------------- | -------------- | -------------- | -------------- |
| Kayla Sanchez                                                                                                | 50 m vrije slag    | 24,93      | 22     | niet geplaatst | niet geplaatst | niet geplaatst | niet geplaatst |
| Penny Oleksiak                                                                                               | 100 m vrije slag   | 52,95      | 6 Q    | 52,86          | 5 Q            | 52,59 NR       | 4              |
| Kayla Sanchez                                                                                                | 100 m vrije slag   | 53,12      | 10 Q   | teruggetrokken | teruggetrokken | niet geplaatst | niet geplaatst |
| Summer McIntosh                                                                                              | 200 m vrije slag   | 1.56,11    | 5 Q    | 1.56,82        | 9              | niet geplaatst | niet geplaatst |
| Penny Oleksiak                                                                                               | 200 m vrije slag   | 1.55,38    | 2 Q    | 1.56,39        | 6 Q            | 1.54,70        | Brons          |
| Summer McIntosh                                                                                              | 400 m vrije slag   | 4.02,72 NR | 5 Q    | n.v.t.         | n.v.t.         | 4.02,42 NR     | 4              |
| Summer McIntosh                                                                                              | 800 m vrije slag   | 8.25,04    | 11     | n.v.t.         | n.v.t.         | niet geplaatst | niet geplaatst |
| Katrina Bellio                                                                                               | 1500 m vrije slag  | 16.24,37   | 21     | n.v.t.         | n.v.t.         | niet geplaatst | niet geplaatst |
| Kylie Masse                                                                                                  | 100 m rugslag      | 58,17 OR   | 3 Q    | 58,09          | 2 Q            | 57,72          | Zilver         |
| Taylor Ruck                                                                                                  | 100 m rugslag      | 59,89      | 11 Q   | 59,45          | 9              | niet geplaatst | niet geplaatst |
| Kylie Masse                                                                                                  | 200 m rugslag      | 2.08,23    | 2 Q    | 2.07,82        | 4 Q            | 2.05,42 NR     | Zilver         |
| Taylor Ruck                                                                                                  | 200 m rugslag      | 2.08,87    | 6 Q    | 2.08,73        | 7 Q            | 2.08,24        | 6              |
| Kierra Smith                                                                                                 | 100 m schoolslag   | 1.07,87    | 24     | niet geplaatst | niet geplaatst | niet geplaatst | niet geplaatst |
| Kelsey Wog                                                                                                   | 100 m schoolslag   | 1.07,73    | 23     | niet geplaatst | niet geplaatst | niet geplaatst | niet geplaatst |
| Sydney Pickrem                                                                                               | 200 m schoolslag   | DNS        | DNS    | niet geplaatst | niet geplaatst | niet geplaatst | niet geplaatst |
| Kelsey Wog                                                                                                   | 200 m schoolslag   | 2.24,27    | 16 Q   | DSQ            | DSQ            | niet geplaatst | niet geplaatst |
| Maggie MacNeil                                                                                               | 100 m vlinderslag  | 56,55      | 5 Q    | 56,56          | 6 Q            | 55,59          | Goud           |
| Katerine Savard                                                                                              | 100 m vlinderslag  | 57,51      | 11 Q   | 58,10          | 16             | niet geplaatst | niet geplaatst |
| Bailey Andison                                                                                               | 200 m wisselslag   | 2.12,52    | 18     | niet geplaatst | niet geplaatst | niet geplaatst | niet geplaatst |
| Sydney Pickrem                                                                                               | 200 m wisselslag   | 2.10,13    | 6 Q    | 2.09,94        | 6 Q            | 2.10,05        | 6              |
| Tessa Cieplucha                                                                                              | 400 m wisselslag   | 4.44,54    | 14     | n.v.t.         | n.v.t.         | niet geplaatst | niet geplaatst |
| Sydney Pickrem                                                                                               | 400 m wisselslag   | DNS        | DNS    | n.v.t.         | n.v.t.         | niet geplaatst | niet geplaatst |
| Maggie MacNeil Penny Oleksiak Kayla Sanchez Rebecca Smith Taylor Ruck                                        | 4x100 m vrije slag | 3.33,72    | 3 Q    | n.v.t.         | n.v.t.         | 3.32,78        | Zilver         |
| Summer McIntosh Penny Oleksiak Kayla Sanchez Rebecca Smith Mary-Sophie Harvey Sydney Pickrem Katerine Savard | 4x200 m vrije slag | 7.51,52    | 4 Q    | n.v.t.         | n.v.t.         | 7.43,77 NR     | 4              |
| Maggie MacNeil Kylie Masse Penny Oleksiak Sydney Pickrem Taylor Ruck Kayla Sanchez                           | 4x100 m wisselslag | 3.55,17    | 1 Q    | n.v.t.         | n.v.t.         | 3.52,60 NR     | Brons          |
| Kate Sanderson                                                                                               | 10 km open water   | n.v.t.     | n.v.t. | n.v.t.         | n.v.t.         | 2.04.59,1      | 18             |